# Берримор, Джон
Джон Бе́рримор, или Джон Ба́рримор (англ. John Barrymore, псевдоним; настоящее имя Джон Си́дни Блайт (англ. John Sidney Blyth); 15 февраля 1882 — 29 мая 1942) - был американским актёром на сцене, на экране и на радио. Является членом театральных актёрских семей Дрю и Берримор. Сначала он старался избегать сцены театра, и некоторое время пытался сделать карьеру художника, но в итоге в 1900 году появился на сцене вместе со своим отцом Морисом, а на следующий год и с сестрой Этель. Он начал свою карьеру в 1903 году и сначала привлёк к себе внимание как театральный актёр в романтических комедиях, а затем и в драмах. Кульминационными стали постановки «Правосудие» (англ. Justice) (1916), «Ричард III» (англ. Richard III) (1920) и «Гамлет» (англ. Hamlet) (1922), его роль в «Гамлете» привела к тому, что его назвали «величайшим из ныне живущих американских трагиков».
После успеха в постановке «Гамлет» в Лондоне в 1925 году Берримор оставил сцену на 14 лет и полностью сосредоточился на кинематографе. В эпоху немого кино он был тепло принят в таких картинах, как «Доктор Джекилл и мистер Хайд» (1920), «Шерлок Холмс» (1922) и «Морское чудовище» (1926). В этот период он получил своё прозвище „Великий профиль“. Его сценический голос оказался ценной находкой, во время зарождения звукового кинематографа, и три его фильма, «Гранд Отель» (1932), «Обед в восемь» (1933), «Двадцатый век» (1934) и «Полночь» (1939), были внесены в «Национальный реестр фильмов».
Он вошёл в историю, вслед за английским актёром Кином, ещё и как олицетворение формулы «гений и беспутство». Личная жизнь Берримора была предметом большого внимания до и после его смерти. Он боролся со злоупотреблением алкоголя с 14 лет, был женат и разведён четыре раза, а так же объявил о своём банкротстве. Большая часть его поздних работ была связана с самопародией и изображением пьяных бывших. В его некрологе в «The Washington Post» отметили, что «с годами - и по мере того, как его личная жизнь становилась всё более достоянием общественности - он, несмотря на свой театральный профессионализм, стал бульварным персонажем». Хотя историки кино считают, что «вклад Берримора в искусство кинематографической игры начал угасать» в середине 1930-х годов. Биограф Берримора, Мартин Норден, назвал его «возможно, самым влиятельным и любимым актёром своего времени!»

## Биография

### Ранние годы (1882-1903)
Джон Сидни Блайт родился в доме своей бабушки по материнской линии в Филадельфии, но родственники, друзья и коллеги называли его Джеком. В семейной Библии Берриморов его дата рождения указана как 15 февраля 1882 года, но в его свидетельстве о рождении указано 14 февраля. Он был младшим ребёнком из троих детей, его старший брат Лайонел (1878–1954), и сестра Этель (1879–1959), так же были актёрами. Его отец Морис Берримор, британский актёр индийского происхождения, урождённый Герберт Блайт, взял фамилию Берримор в качестве сценического псевдонима после того, как увидел его на афише в лондонском театре «Хеймаркет». Мать Берримора, Джорджиана Дрю Берримор, родилась в известной семье театральных актёров. Бабушкой и дедушкой Берримора по материнской линии были Луиза Лейн Дрю, известная американская актриса 19-го века, а позже руководитель театра на «Арч-Стрит», и Джон Дрю-старший, тоже актёр, специализирующийся в основном на комедиях. Дядями Берримора по материнской линии были два трагика, Джон Дрю-младший и Сидни Дрю.

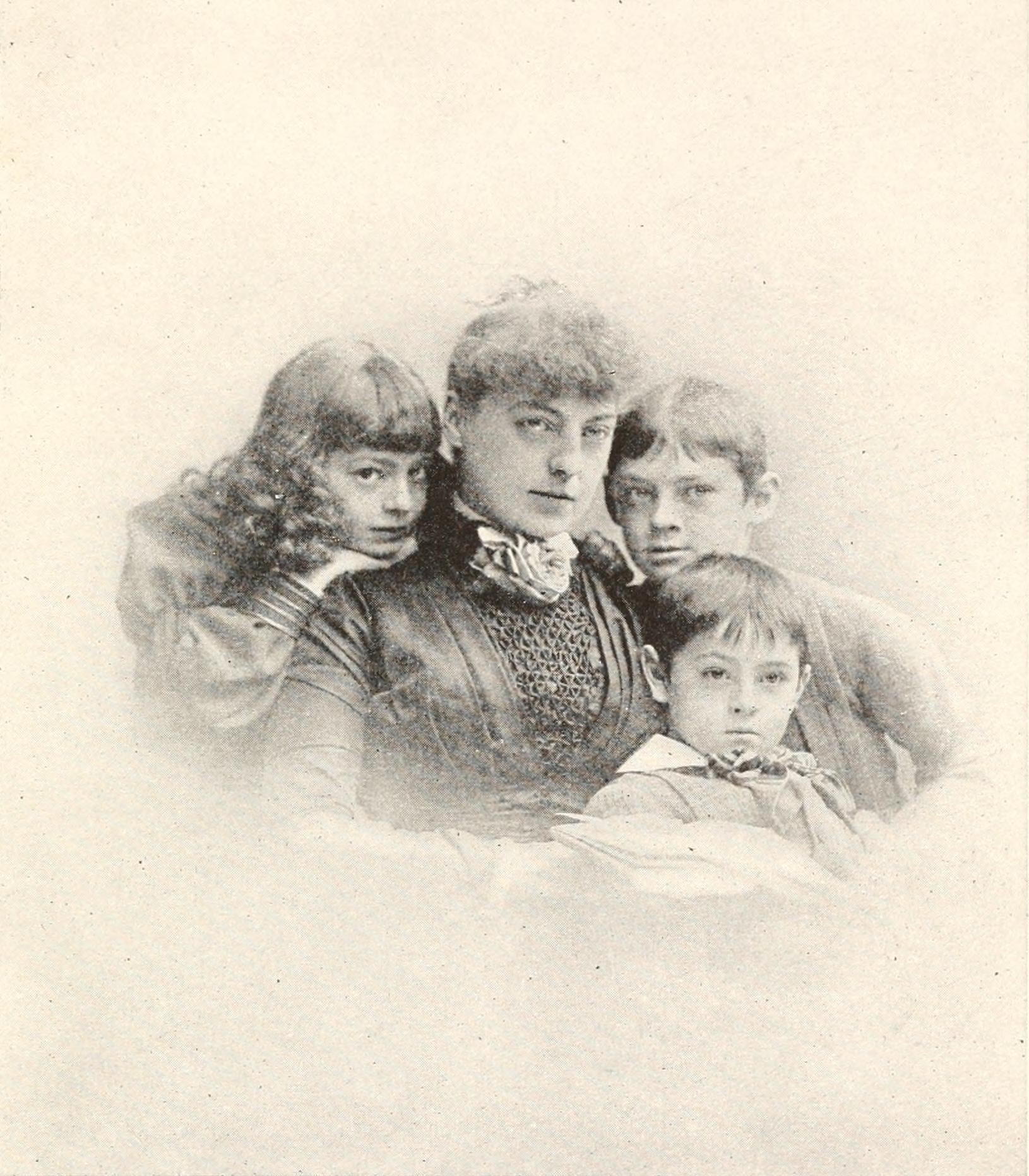
Джорджиана Берримор с детьми, Этель, Лайонелом и Джоном, 1980-е годы.

Большая часть детства Берримора была неспокойной. В октябре 1882 года его семья гастролировала по США в течение сезона, с польской актрисой Хеленой Моджеевской. В следующем году его родители снова отправились на гастроли с Моджеевской, но уже без детей. Моджеевская была влиятельной особой в их семье, и она настояла на том, чтобы все трое детей были крещены в католической церкви. В 1884 году семья отправилась в Лондон в составе театральной труппы Огустена Дэйли, и вернулись в США лишь два года спустя. В детстве у Берримора временами было плохое поведение, и его отправляли в специализированные школы, чтобы привить дисциплину. Но эти попытки не всегда были успешными, начальную школьную программу он изучал в четырёх штатах. Сначала его отправили в приют для мальчиков в монастыре Нотр-Дам, в Филадельфии. Одно из наказаний, которое он получил там, заключалось в том, что его заставили прочитать экземпляр произведения «Ад» итальянского поэта Данте. Позже он рассказывал, что, когда он смотрел на иллюстрации Гюстава Доре, «мой интерес пробудился, во мне зародилось новое стремление. Я захотел стать художником». В 1891 году он был исключён из школы и отправлен в подготовительную школу Сетон-Холл, где уже учился его брат Лайонел. Берримору не нравилось учиться в Сетоне, и вскоре его забрали оттуда, после чего он посещал несколько государственных школ в Нью-Йорке, в том числе и Военную академию Маунт-Плезант.
В 1892 году бизнес его бабушки Луизы Дрю начал терпеть убытки, она потеряла контроль над своим театром, что привело к разладу в семье. В следующем году, когда Берримору было 11 лет, его мать умерла от туберкулёза. Из-за её постоянных гастролей и отсутствии в его жизни, он почти не знал её, его в основном воспитывала бабушка. Потеря доходов их матери побудила Этель и Лайонела искать работу в качестве профессиональных актёров. Отец Берримора часто отсутствовал в семейном доме из-за гастролей, а когда возвращался, то всё время проводил в Нью-йоркском актёрском клубе «The Lambs».
В 1895 году Берримор поступил в  Джорджтаунскую подготовительную школу, которая находилась в кампусе Джорджтаунского университета, но был исключён в ноябре 1897 года, вероятно, после того, как его застали в борделе, где он кого-то дожидался. Один из его биографов, Майкл А. Моррисон, выдвигает альтернативную версию о том, что Берримор был исключён после того, как сотрудники увидели его пьяным и/или курящим сигарету. Мартин Норден, в своей биографии Берримора писал, что в тот период прежде чем покинуть Джорджтаун, он  «уже был на ранних стадиях хронических проблем с алкоголем». 1897 год был эмоционально сложным для Берримора: он потерял девственность, когда к нему приставала его мачеха Мейми Флойд, а в августе умерла его бабушка, главный пример женщины в его жизни.
В 1898 году Берримор отправился со своим отцом в Англию, где поступил в подготовительную Королевскую школу в Уимблдоне. Через год он поступил в школу изящных искусств Слейда, чтобы изучать литературу и искусство. По словам его биографа Марго Питерс, после года формального обучения он уехал и «посвятил большую часть своего следующего пребывания в Лондоне богеме и ночным приключениям». Берримор вернулся в Нью-Йорк летом 1900 года и к ноябрю нашёл работу в качестве иллюстратора в «The New York Evening Journal» за зарплату 50 долларов в неделю.

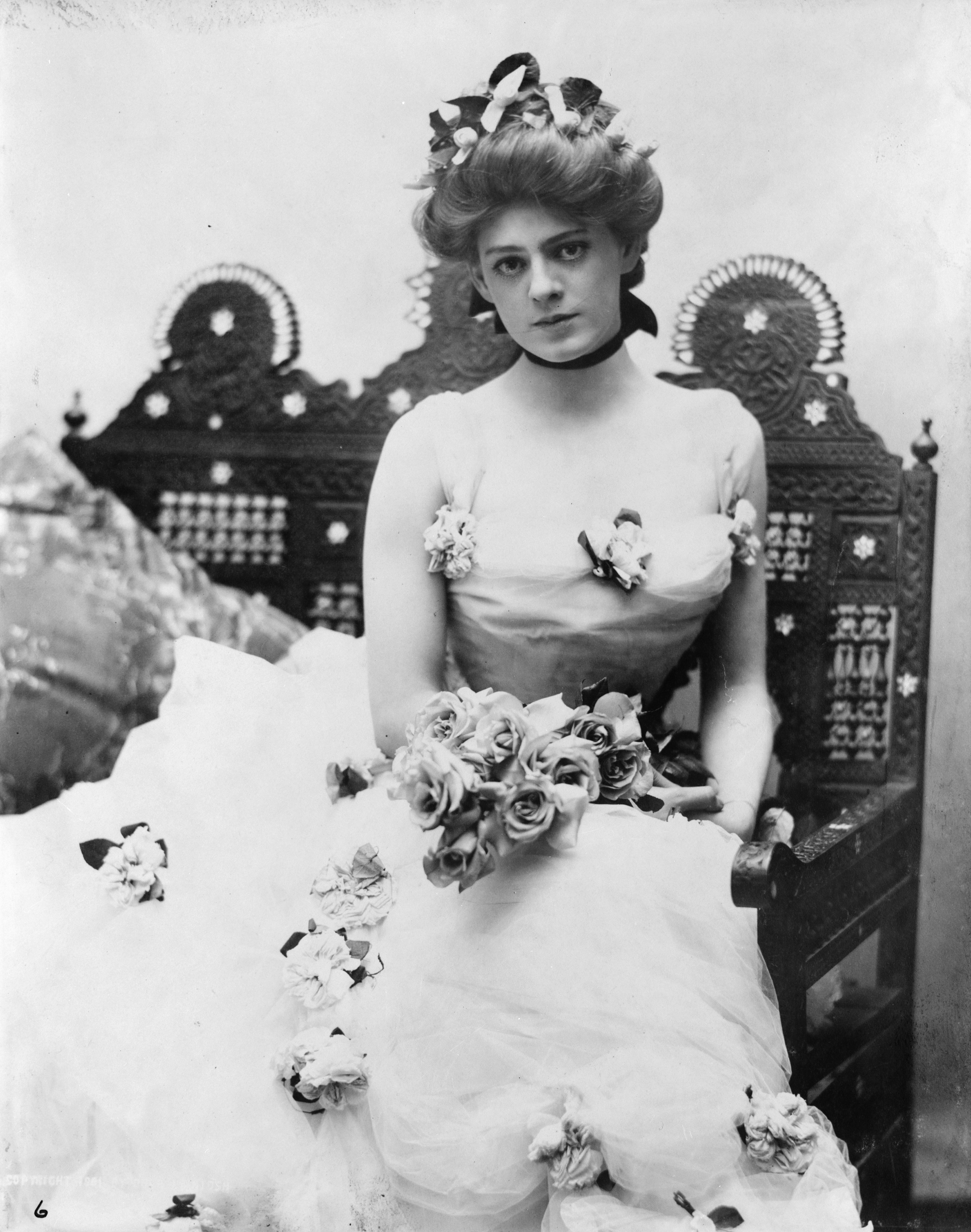
Этель в пьесе «Капитан Джинкс из конной морской пехоты», в которой Берримор выступал вместе со своей сестрой в 1901 году.

Берримор всегда питал неприязнь к актёрской профессии, но в 1900 году отец уговорил его присоединиться к нему на сцене для исполнения нескольких небольших ролей в пьесе «Человек мира» (англ. A Man of the World), которую он ставил в Форт-Ли, штат Нью-Джерси. В следующем году он снова появился в том же произведении, но по-прежнему думал об этом опыте как о простом способе дополнительного дохода, а не как о возможной будущей профессии. В октябре 1901 года Этель отправилась в Филадельфию, для выступления в постановке «Капитан Джинкс из конной морской пехоты» (англ. Captan Jinks of the Horse Marines). Когда один из молодых актёров временно не мог участвовать в постановке, она убедила режиссёра взять её брата на роль второстепенного персонажа, и Берримор приехал из Нью-Йорка на поезде, выучив все реплики по дороге. В первом акте он остановился в середине своего диалога, и не в силах вспомнить текст, обратился к публике и своим коллегам-актёрам со словами: «Я забыл. Что мы делаем дальше?», в результате чего все актёры импровизировали оставшуюся часть сцены.

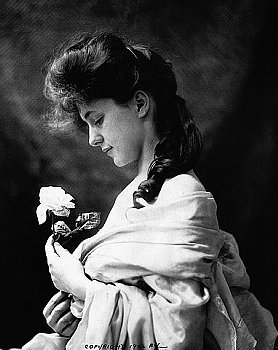
Эвелин Несбит, первая любовь Берримора, которой он сделал предложение в 1902 году (фотография, 1905 год).

Следующие события, случившиеся в 1901 году, сильно повлияли на Берримора. В марте у его отца случился нервный срыв из-за третичного сифилиса, и Берримор отвёз его в больницу Бельвю. Позже он был переведён в частное учреждение в Амитивилле, Лонг-Айленд, где вскоре обезумел. В «Энциклопедии мировой биографии» говорится, что Берримора постоянно «преследовали светлые и тёмные стороны его отца» и его близкий друг Джин Фаулер сообщал, что «мрачный подтекст, потери рассудка родителя, никогда не угасал в сознании Берримора, и его преследовали опасения, что его постигнет та же участь». В том же году Берримор закрутил роман с красивой натурщицей, одной из «Девушек Гибсона» и начинающей актрисой по имени Эвелин Несбит, которая ранее была любовницей архитектора Стэнфорда Уайта. Позже Берримор описал Несбит как «самую завораживающую женщину. Она была первой женщиной, которую я когда-либо любил», он даже хотел жениться на ней. Мать Несбит считала, что Берримор как бедный начинающий художник, не подходит её дочери, и чтобы разорвать их отношения, она отправила Несбит в школу в Нью-Джерси. В 1906 году Уайт был публично застрелен питтсбургским миллионером Гарри Тоу, который на тот период был мужем Несбит. Берримор должен был дать показания на суде по делу об убийстве, о нравственности Несбит. Но он опасался, что его могут спросить, о его причастности к аборту девушки, замаскированный под аппендэктомию, несмотря на то, что до этого Несбит уже перенесла две операции по удалению аппендикса. Берримор так и не был вызван в качестве свидетеля, потому что Тоу признали не виновным, по причине невменяемости.
В мае 1902 года Берримор был уволен с должности художника после того, как с похмелья нарисовал плохую иллюстрацию для газеты. Позже он работал дизайнером плакатов, но понял, что это недостаточно прибыльная должность для его образа жизни, который частично финансировала Этель, и которая также оплачивала уход за их отцом. Обсудив своё будущее с братом, Берримор сказал: «Похоже, мне придётся поддаться семейному проклятию - стать актёром». Позже он признался, что «не было никакой романтики в том, что я вышел на сцену. Мне просто нужны были деньги».

### Ранняя карьера (1903–1913)

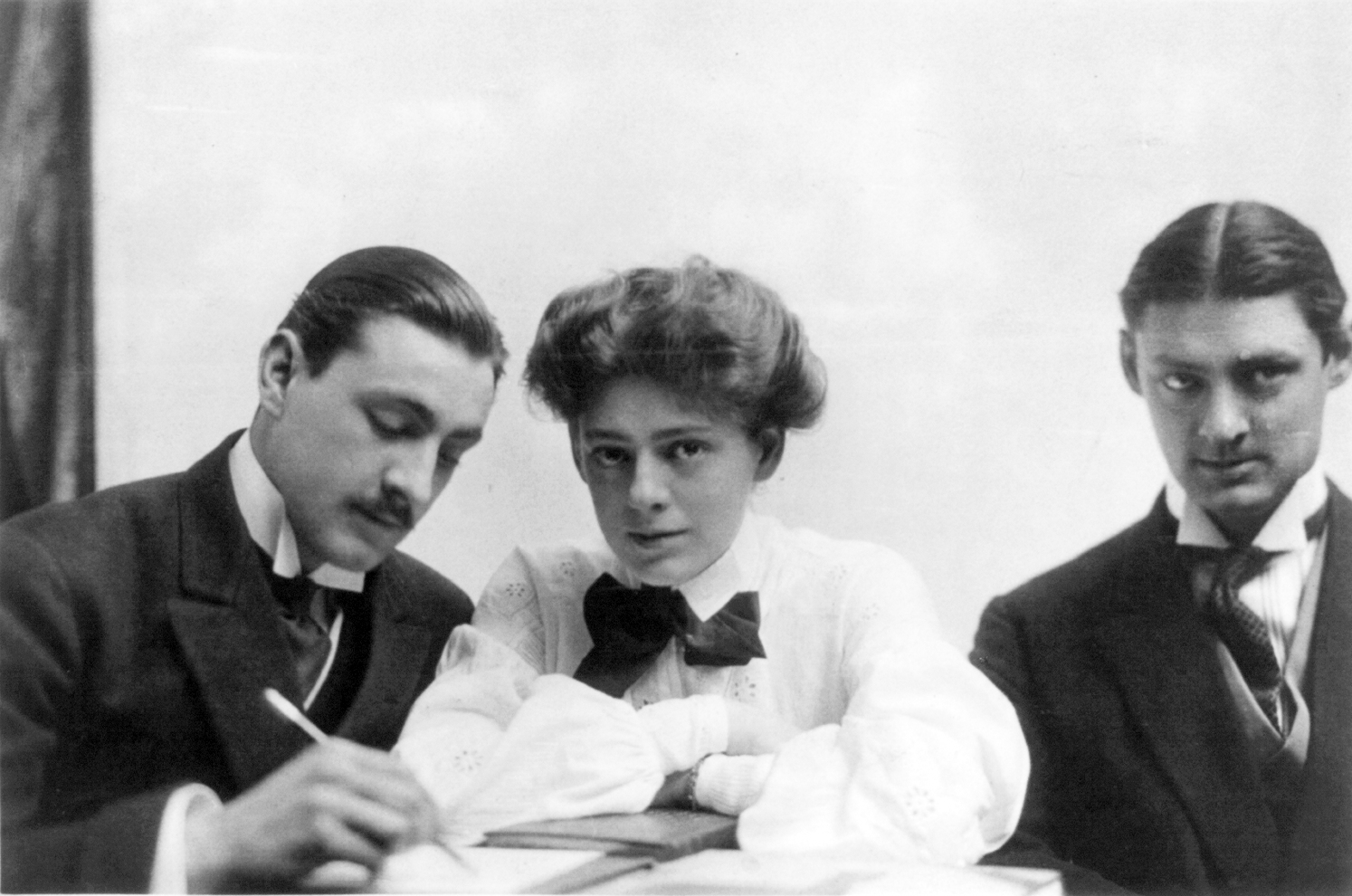
(слева направо) Берримор, с сестрой Этель и братом Лайонелом, 1904 год.

Берримор начал вращаться в театральных кругах своей семьи, и чтобы найти работу, он обратился к Чарльзу Фроману, продюсеру «Капитана Джинкса», который десять лет назад дал работу его матери Джорджиане. Поначалу Фроман считал, что у Берримора имеется комедийный потенциал, и ему нужно набраться больше опыта, прежде чем дебютировать на Бродвее/ Берримор присоединился к труппе МакКи Ранкина, тестя Сидни Дрю, на начальном этапе их турне по Чикаго с театром «WS Cleveland» в октябре 1903 года. Сначала он сыграл второстепенную роль лейтенанта Макса фон Вендловски в постановке «Магда» (англ. Magda), а в ноябре, когда труппа ставила пьесу «Лиа отрёкшаяся» (англ. Leah the Forsaken), он получил небольшую роль Макса, деревенского дурочка с единственной произнесённой репликой.
Через год Берримор появился в своей первой бродвейской постановке, в небольшой роли в комедии «Рад этому» (англ. Glad of It), которая имела не большое количество постановок. После этого он сыграл роль Чарли Хайна в пьесе «Диктатор» (англ. The Dictator) в театре «Критерион» с Уильямом Колье в главной роли. Во время показа спектакля и последующего турне по США Колье стал наставником молодого актёра, хотя для его терпения это было серьёзным испытанием из-за алкогольной зависимости Берримора, что приводило к периодическим пропускам спектаклей, появлениям на сцене в нетрезвом виде и недостойному поведению. Колье многому научил Берримора в актёрском мастерстве, в том числе обучил его комическому поведению, но «иногда жалел о своём поручительстве» над учеником. В марте 1905 года, когда «Диктатор» ставили в Буффало, отец Берримора умер в Амитивилле и был похоронен на кладбище Гленвуд, в Филадельфии. Под конец своего турне по США труппа пьесы «Диктатор» выступала в Великобритании в апреле 1905 года, в «Театр комедии». Критик «The Observer» написал, что Берримор «превосходно дополнял» Колье на сцене.
Вернувшись в Америку, Берримор появился в театре «Критерион» в двухактном произведении Джеймса М. Барри, он играл клоуна в «Панталоне» (англ. Pantaloon) вместе со своим братом, и Стивена Ролло в пьесе «Алиса, сидящая у огня» (англ. Alice Sit-by-the-Fire) со своей сестрой. Обе пьесы были поставлены 81 раз, начиная с декабря 1905 года, после чего отправились на гастроли. Берримор продолжал пить, и ему не хватало дисциплины, что сказывалось на его выступлениях. Этель разозлилась на своего брата и заставила продюсеров уволить его из постановки, чтобы проучить его, но на следующий день его снова наняли. В 1906 году, гастролируя в Сан-Франциско Джон Берримор был в городе, когда там случилось знаменитое землетрясение. С его именем связана встреча с Энрико Карузо, превратившаяся в анекдот: одетый со вчерашнего дня в вечерний костюм, Джон Берримор выбрался через завалы отеля «Палас» и увидел рыдающего на перевёрнутом и разбитом экипаже полураздетого, с полотенцем, обмотанным вокруг шеи, Энрико Карузо. Он прижимал к груди фотографию Тедди Рузвельта с автографом — всё, что ему удалось спасти из своего набитого добром гостиничного номера. Щегольски одетый, во фраке, с бриллиантовыми запонками, Берримор весело окликнул Карузо: «Привет, старина! Печальное зрелище, не правда ли?». Карузо сначала мельком глянул на своего разодетого коллегу, потом посмотрел на него более внимательно и улыбнулся. Абсурдность ситуации изменила его настроение. «Мистер Берримор, — сказал он, — знаете, вы единственный человек в Сан-Франциско, кто приоделся по случаю землетрясения». После тура по США и Австралии вместе с Колье, с постановками «В тишине» (англ. On the Quiet) и «Диктатор», Берримор присоединился к своей сестре в комедийной пьесе 1907 года «Его превосходительство губернатор» (англ. His Excellency the Governor) в театре «Империя». Пьеса получила смешанные отзывы о своих выступлениях, и газета «The Wichita Daily Eagle» прокомментировала, что «Берримор, кажется, слишком сильно подражает Джону Дрю, надеясь когда-нибудь стать хорошим актёром. Почему молодой Берримор не подражает настоящему актёру, и ему приходится копировать кого-то?»

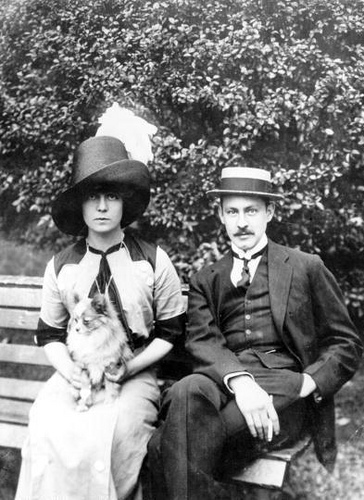
Бэрримор со своей первой женой, актрисой, в 1911 году.

Свою первую главную роль Берримор получил в начале 1907 года в комедии «Парни из компании Б» (англ. The Boys of Company B) в «Лицейском театре». Хотя спектакль был хорошо принят критиками - газета «The Washington Post» отметила, что «его игра была признана критиками удивительно продуманной, где бы он ни появлялся» - временами он продолжал свое непрофессиональное сценическое поведение, что приводило к упрёкам со стороны Джона Дрю, присутствовавшего на спектаклях. После недолго выступления в постановке «Малыши» (англ. Toddles) в театре «Гэррик» Берримор получил главную роль Мака в постановке «Упрямая Золушка» (англ. A Stubborn Cinderella), он выступал в этой роли как на гастролях, так и в Бродвейском театре в Бостоне. Если раньше он зарабатывал 50 долларов в неделю случайными подработками, то теперь его заработная плата увеличилась до 175 долларов. В середине 1909 года, он недолго выступал в постановке «Кондитерская лавка» (англ. The Candy Shop), прежде чем он получил главную роль в пьесе Уинчелла Смита «Охотник за приданным» (англ. The Fortune Hunter) в театре «Гэйти» в сентябре того же года. Это была его самая продолжительная роль, он принял участие в 345 спектаклях до мая 1911 года, сначала в театре «Гэйти» в Нью-Йорке, а затем с гастролями. Критик «The New York Times» отметил, что пьеса написанная «в духе тонкой комедии Джона Берримора... который, прошлой ночью, подал неоспоримые признаки растущего таланта».
В середине 1910 года Берримор познакомился со светской львицей Кэтрин Корри Харрис, и в сентябре того же года они поженились. Отец Харрис был против отношений и отказался присутствовать на свадьбе. Вскоре после церемонии Берримор отправился в турне с постановкой «Диктатор», где Харрис дали небольшую роль в спектакле. По словам Питерса, Берримор «начал думать о своём браке как об „автобусной аварии“». Кинокритик Холлис Алперт писал, что в течение недели после свадьбы Кэтрин жаловалась, что слишком редко видит своего новоиспечённого мужа. Растущая зависимость Берримора к алкоголю, также была причиной семейных проблем, он пояснил, что «несчастье привело к увеличению количества выпивки, а выпивка увеличивала несчастье».

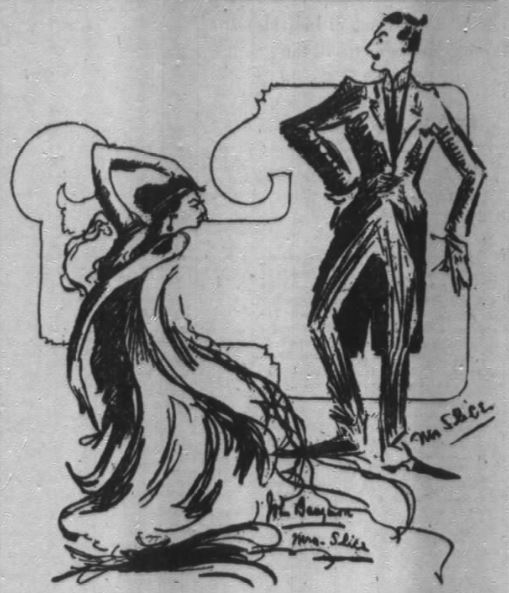
Рисунок Берримора, изобразивший себя и Этель в спектакле «Кусочек жизни», 1912 год.

Следующие две пьесы Берримора - «Дядя Сэм» (англ. Uncle Sam) и «Принцесса Зим-Зим» (англ. Princess Zim-Zim) 1911 года – не имели успеха в плане прибыли и среди критиков, но благодяра второй постановке он познакомился с драматургом Эдвардом Шелдоном, который поменяет всю карьеру Берримора. В январе 1912 года Берримор вместе со своей сестрой появился в спектакле «Кусочек жизни» (англ. Slice of Life)  в театре «Империя» на Бродвее, где было поставлено 48 спектаклей. Чарльз Дарнтон, критик «The Evening World», заметил, что «Берримор получает удовольствие, „шутя“ над своей ролью не только до предела, но, возможно, и за его пределами». В обзоре «The Washington Times» так же написали, что «Берримор невероятно подражает своему дяде Джону Дрю».
Возможно, Берримор начал свою карьеру в кино в 1912 году, снявшись в четырёх короткометражных фильмах. Актёр был указан в титрах как «Джек Берримор». Вероятно, это и был Джон Берримор, хотя Норден отмечает, что «мы, никогда не узнаем наверняка, действительно ли это были фильмы с участием Джона Берримора». Эти четыре фильма: «Сон о переместившейся картине директора» (англ. The Dream of a Moving Picture Director) (1912), «Возвращение вдовы Кейси» (1912), «Призовой пакет»  (1912) и «Один из романов» (1913), были произведены компанией «Lubin Manufacturing Company» из Филадельфии и были утеряны в результате взрыва и пожара в хранилищах Любина в 1914 году.
В июле 1912 года Берримор отправился в Лос-Анджелес, где появился в трёх коротких пьесах в театре «Беласко». Позже, в октябре, он вернулся в Нью-Йорк, где сыграл главную роль в 72 постановках комедии «Дела Анатоля» (англ. The Affairs of Anatol) в Театре «Хэйз». Хотя реакция критиков была прохладной, гонорар Берримора составлял 600 долларов в неделю. В начале следующего года он появился в небольшом спектакле, возобновлённой пьесы «Джентльмен без определённых занятий» - «Ночной вор» (англ. A Thief for a Night) в театре Маквикера в Чикаго, прежде чем вернуться в Нью-Йоркский театр «Тридцать девятая улица» на два месяца для выступления в постановке «Поверь мне, Ксантиппа» (англ. Believe Me Xantippe).

### Переход в кино и театральные триумфы (1913-1924)

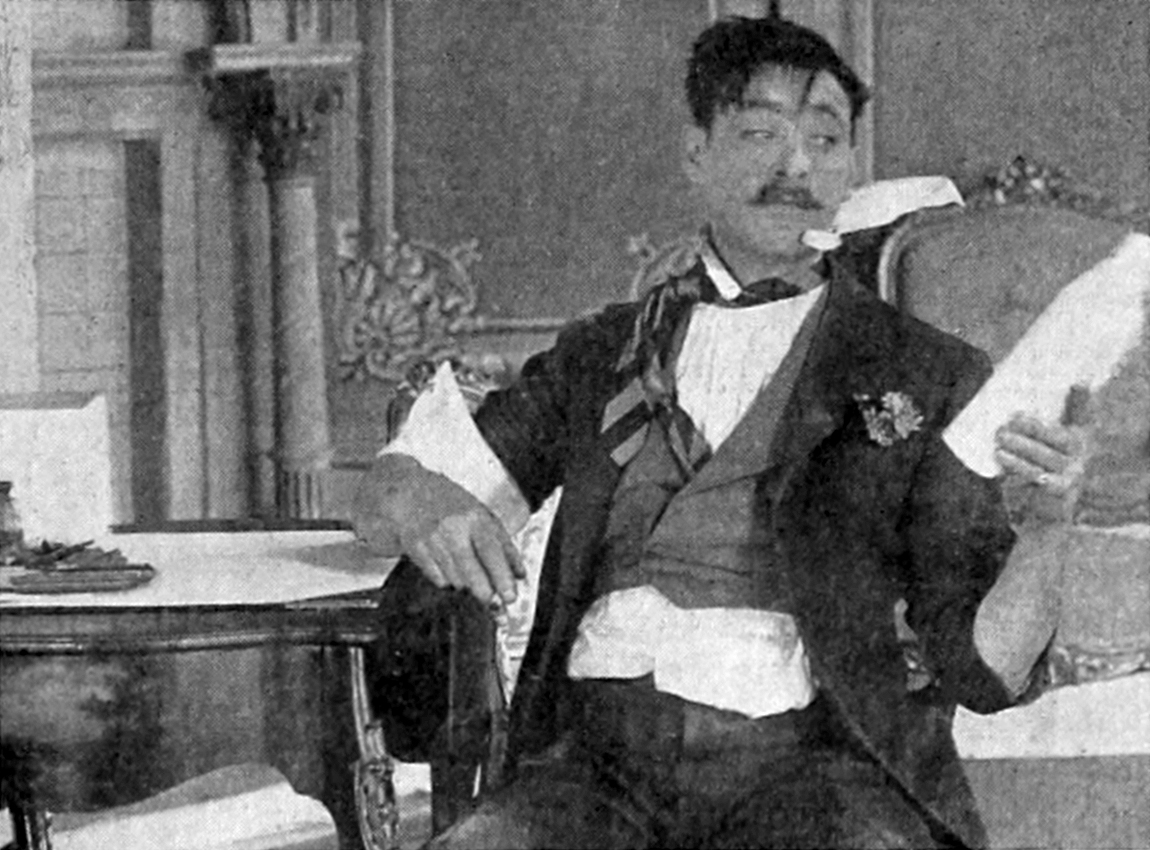
Бэрримор в романтической комедии ' (1914), ставший его первом полнометражным фильмом

В конце 1913 года Берримор снялся в своём первом подтверждённом художественном фильме, романтической комедии «Американский гражданин» в кинокомпании Адольфа Цукора «Famous Players Film Company». Когда фильм был выпущен в январе 1914 года, Берримор «порадовал кинозрителей неподражаемым лёгким шармом, который сделал обычный кинороман „счастливым“», — писал Питерс. Рецензент «The Oregon Daily Journal» считал, что Берримор делал «картины необычайного качества». Успех фильма привел к дальнейшим работам в кино, включая «Человек из Мексики» (1914), «Вы действительно масон?» (1915), «Диктатор»(1915) и «Неисправимый Дюкан» (1915). Все эти ранние работы в кино, за исключением картины «Неисправимый Дюкан», считаются утерянными.

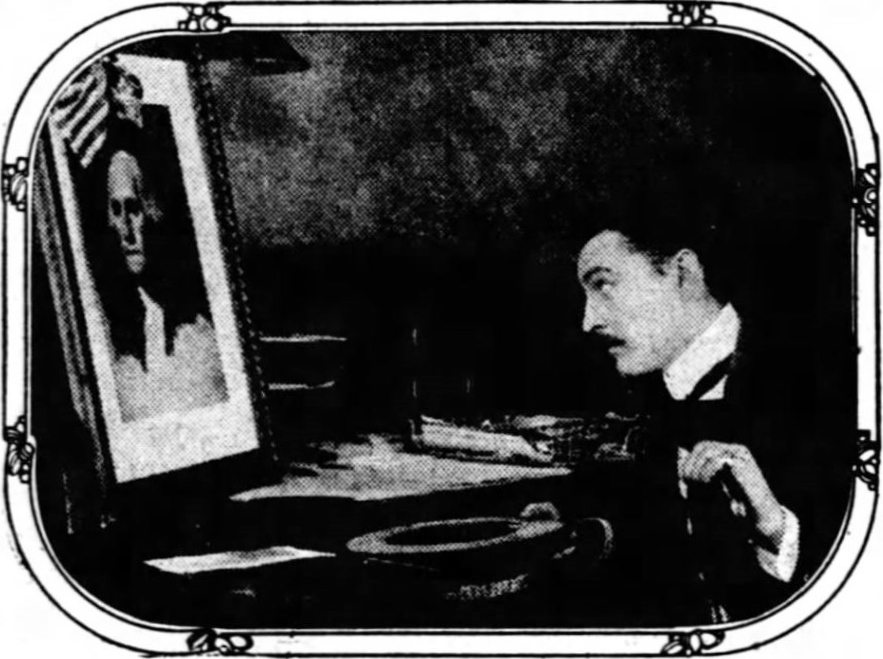
Берримор в фильме ' (1914).

Несмотря на работу в кино и более высокие гонорары, которые он зарабатывал на этом, Берримор продолжал искать работу на сцене, и в январе 1914 года он исполнил главную роль в постановке «Жёлтый билет» (англ. The Yellow Ticket) в Нью-йоркском театре «Элтинг». Эта роль ознаменовала уход от жанра лёгкой комедии в его предыдущих выступлениях, и результатом того, что Шелдон убеждал его переключиться на более драматичные роли. «Жёлтый билет» не стал прорывом, которого ждал Берримор. За несколько месяцев до начала Первой мировой войны он отправился с Шелдонм в отпуск в Италию, чтобы насладиться временным перерывом в увядающем браке. Он вернулся из Италии и согласился на серьёзную сценическую роль — бывшего заключённого в постановке «Взлом» (англ. Kick In) в Нью-йоркском театре «Лонгакр». Спектакль имел большой успех, и Берримор получил высокие оценки критиков. Рецензент «New York Times» написал, что в пьесе была «необычайно умелая и искренняя игра», Берримор сыграл свою роль «интеллигентно и энергично, а так же придал ей немного очарования».
Вторую половину 1915 года Берримор провел, на съёмках трёх фильмов, в том числе «Красная вдова» (1916), который в своей автобиографии 1926 года, он назвал «худшим фильмом, в котором я когда-либо снимался». В апреле 1916 года он принял участие в тюремной драме Джона Голсуорси «Правосудие» (англ. Justice), опять же по совету Шелдона. Пьеса имела успех у критиков, а «The New York Times» полагал, что зрители увидели «такую игру Берримора, какую он никогда раньше не показывал, и, таким образом, благодаря его работе в роли несчастного заключённого в «Правосудии», он сделал шаг вперёд на новую ступень на американской сцене».

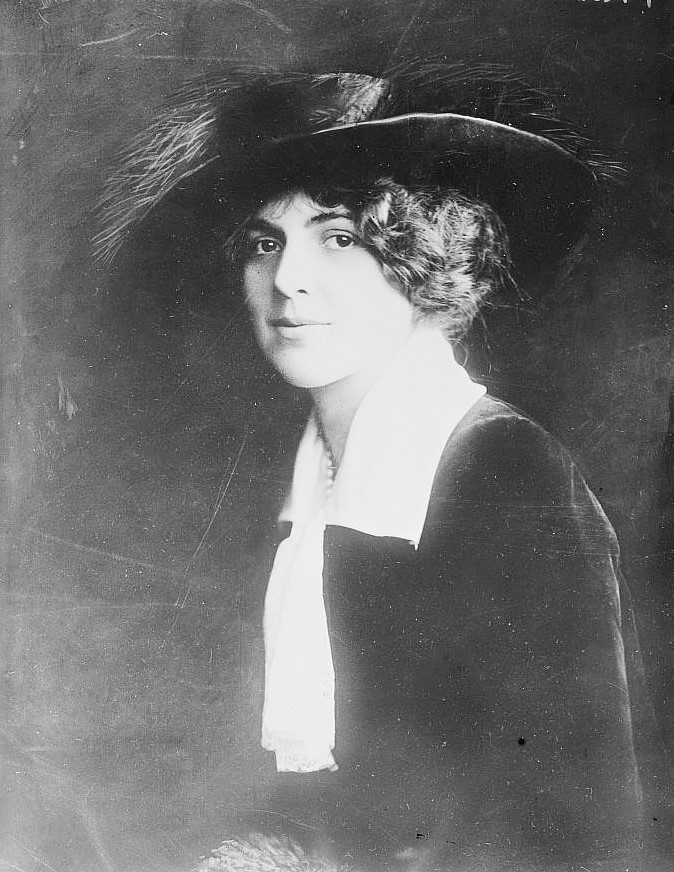
, вторая жена Берримора и мать Дайаны Берримор.

С начала 1916 года Берримор жил отдельно от Кэтрин, и в ноябре 1916 года она подала на развод. В декабре 1917, к тому времени бракоразводный процесс уже был завершён, он согласился на главную роль в фильме «Раффлес, взломщик-любитель». Он также пытался записаться в армию США после вступления страны в Первую мировую войну, но армейские врачи обнаружили у него варикозное расширение вен, и его не приняли на военную службу. Более года, начиная с апреля 1917 года, он выступал вместе с Лайонелом в постановке «Питер Иббетсон» (англ. Peter Ibbetson) сценической версии кино-романа Джоржда Дюморье «Питер Иббетсон». Пьеса и два Берримора были, тепло встречены критиками. Примерно в это же время Берримор начал отношения с замужней матерью двоих детей, Бланш Ойлрич, суфражисткой из элитной семьи Род-Айленда, которую Питерс называл «самоуверенной анархистской». Ойлрич также публиковала свои стихи под псевдонимом Майкл Стрэндж. Поначалу их отношения носили тайный характер, но они стали более открытыми после того, как мужа Ойлрич призвали в армию, а затем отправили во Францию.
Ойлрич и Шелдон убедили Берримора согласиться на его следующую роль, Фёдора Васильевича Протасова, в пьесе по роману Льва Толстого «Живой труп» (англ. The Living Corpse) в театре «Плимутс». Критик «The New York Times» отзывался, что, хотя выступление Берримора было «омрачено вокальным однообразием», в целом его игра была «очевидным шагом вперёд в художественном развитии мистера Берримора. Вероятно, в нашем списке нет другого актёра сцены, у которого такой тонкий и духовный темперамент, такой гибкий и уверенный талант». В 1918 году Берримор снялся в романтической комедии «Втихаря», газета «Iowa City Press-Citizen» сочла фильм лучше оригинального бродвейского спектакля.
|                                                                                                  |  |
| Бэрримор в роли Джекилла (слева) и Хайда (справа) в фильме «Доктор Джекилл и мистер Хайд» (1920) |  |

В 1919 году Берримор исполнил роль борющегося с трудностями адвоката в фильме «Вот идёт невеста», ставший экранизацией бродвейского шоу «А вот и невеста» (англ. Here Comes the Bride), за которым последовал фильм «Проба чести». Последний фильм стал его первой драматической ролью на экране после многих лет работы в романтических  драмах на сцене. Позже в том же году, когда Берримор снова появился на сцене с Лайонелом в исторической драме Сема Бенелли «Шутка» (англ. The Jest), зрители «согласились с тем, что американская сцена никогда не видела более невероятной игры». Александр Вулкотт писал в «The New York Times», что «Джон и Лайонел Берримор очаровывают каждую, затаившую дыхание аудиторию», так же он добавил, что Берримор «вносит свой вклад в эту привлекательность каждым шагом, каждым движением руки, каждой позой тела, которое за последние годы стало неожиданно красноречивым».

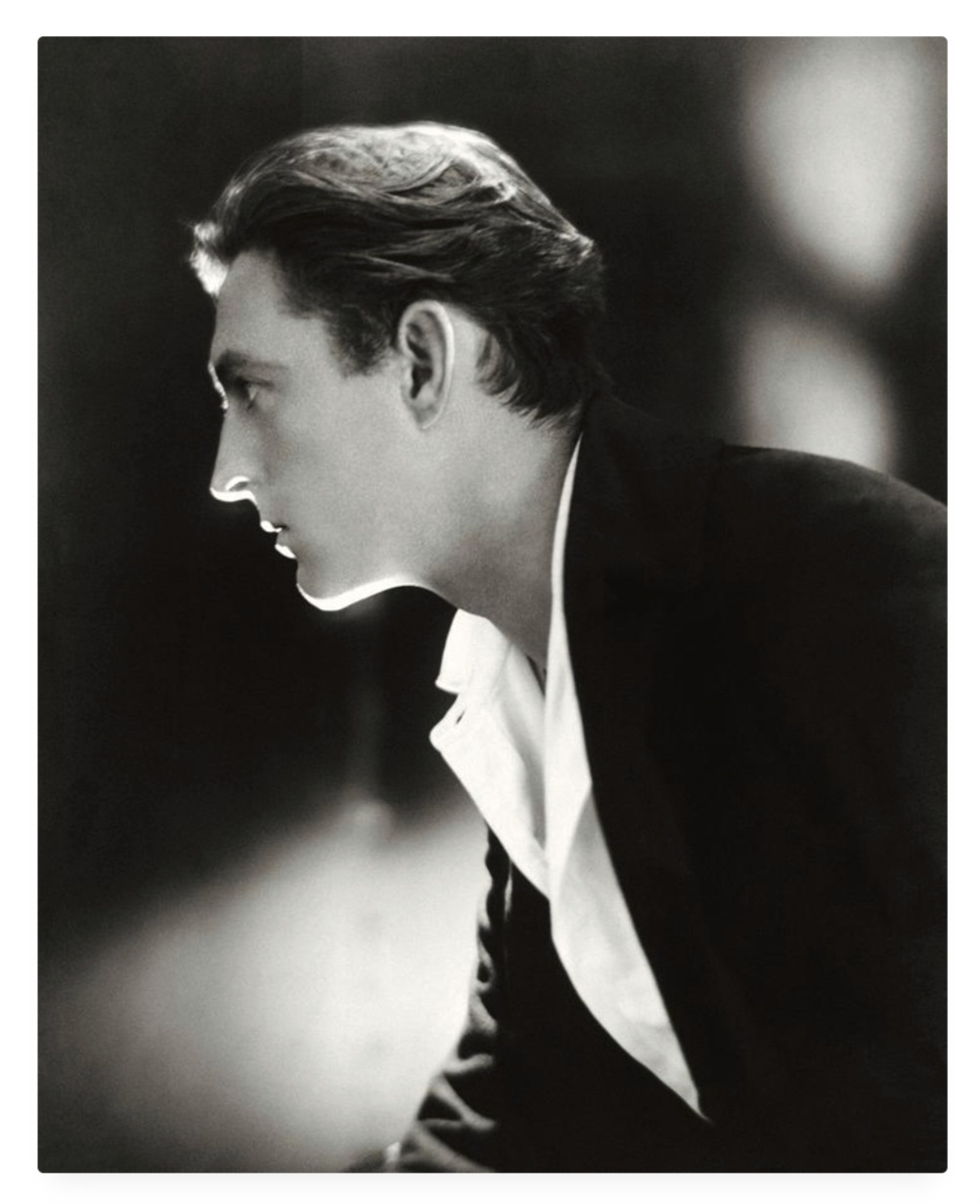
Фото Адольфа де Мейер для «Vanity Fair», 1920 год.

В ноябре Берримор приступил к съёмкам в фильме «Доктор Джекилл и мистер Хайд», играя сразу две ведущие роли, фильм был выпущен в кинотеатрах в следующем году. Газета «Wid's Daily» написала, что «это картина была звёздной с самого начала, и именно наличие звёздного состава актёров делает её таковой», продолжая говорить, что преображение Берримора было «вещью тонких теней и бурных эмоций». «Вашингтон Пост» согласился и посчитал картину «шедевром» и «замечательным произведением искусства». Фильм был настолько успешным, что ВМС США использовали кадры Берримора в своих плакатах о призыве на службу.
Планируя больше года - в основном тайно - Берримор исполнил свою первую шекспировскую роль - главную роль в постановке «Ричард III» (англ. Richard III). Осознавая возможности своего вокального диапазона, он прошёл обучение у Маргарет Кэррингтон, тренера по голосу и дикции, чтобы убедиться, что он подходит для этой роли, и они работали вместе ежедневно по шесть часов в день в течение шести недель. После дебюта, в марте 1920 года, критики не скупились на похвалу. Газета «The Washington Herald» отметила, что аудитория была «покорена невероятной мощью игры Бэрримора», которое было отмечено «замечательным, неожиданным вокальным богатством актёра». В то время как Вулкотт в «The New York Times», считал, что исполнение «ознаменовало собой ощутимый прогресс, в постепенном процессе сближения технического мастерства Берримора в соответствие с его окрылённом воображении и его настоящим театральным талантом».

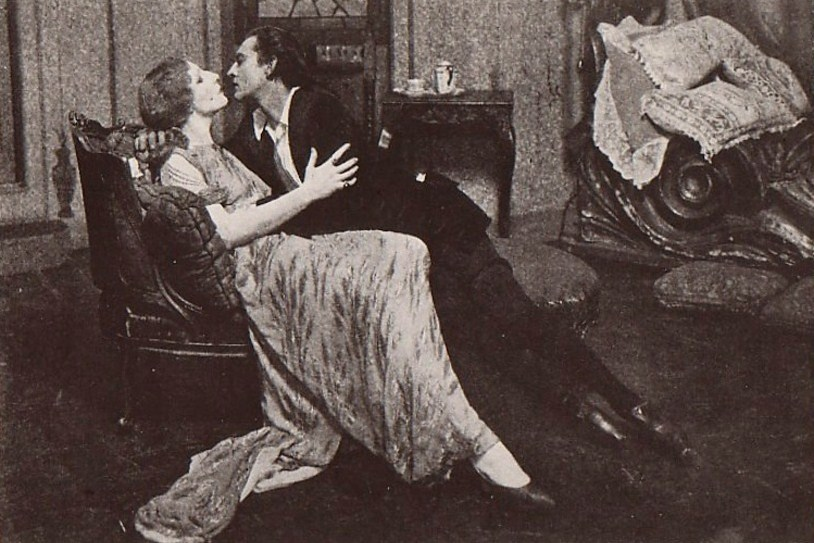
Берримор с в постановке 1921 года «Лунный свет»

Несмотря на коммерческий успех и успех у критиков, спектакль закрыли после 31 постановки, когда Берримор потерял сознание из-за нервного истощения. Так как с того момента, как он согласился на участие в постановке «Живой труп» он работал не покладая рук, выступая на сцене по вечерам, а так же репетируя следующую постановку в течение дня. И к тому времени, когда он начал выступать в роли Ричарда, днём он проводил время на съёмках фильма «Доктор Джекилл и мистер Хайд». Он провёл шесть недель, поправляясь под наблюдением друга своего отца, борца Уильяма Малдуна, который содержал санаторий. Летом 1920 года Ойлрич забеременела от Берримора, что поспособствовало быстрому разводу с её мужем, после чего она и Берримор смогли пожениться в августе того же года. Их дочь, Дайана Берримор, родилась в марте 1921 года. Вскоре после рождения он приступил к репетициям для постановки «Лунный свет» (англ. Clair de Lune), которую его жена адаптировала из романа Виктора Гюго 1869 года - «Человек, который смеётся». Берримор уговорил Этель сыграть роль королевы — это был первый раз, когда они вдвоём появились на сцене более десяти лет спустя. Спектакль не имел успеха среди критиков, хотя присутствие братьев и сестры Берримор обеспечило более 60 представлений.
В 1921 году Берримор исполнил роль богатого француза живущего в Нью-Йорке в фильме «Пожиратель лотоса» с Коллин Мур в главной роли. В сентябре Берримор и Ойлрич отправились в отпуск в Европу, уже тогда в их отношениях появились трещины, и во время их длительного пребывания в Венеции она влюбилась в поэта. В октябре Ойлрич возвращается в Нью-Йорк, а Берримор отправляется в Лондон, чтобы снять наружные сцены для своего последнего фильма «Шерлок Холмс», в котором он сыграл главную роль. Затем, в январе 1922 года, он вернулся в Нью-Йорк, для работы над внутренними сценами фильма. Берримор включился в предпроизводственную работу над фильмом и предоставил дизайн для логова Мориарти. Фильм был выпущен позже в том же году и в целом считался «немного скучным и тяжеловесным, со слишком большим количеством интертитров», хотя Джеймс У. Дин из «The Evening News» выразил мнение, что «личность Берримора — делает качество фильма превосходным».

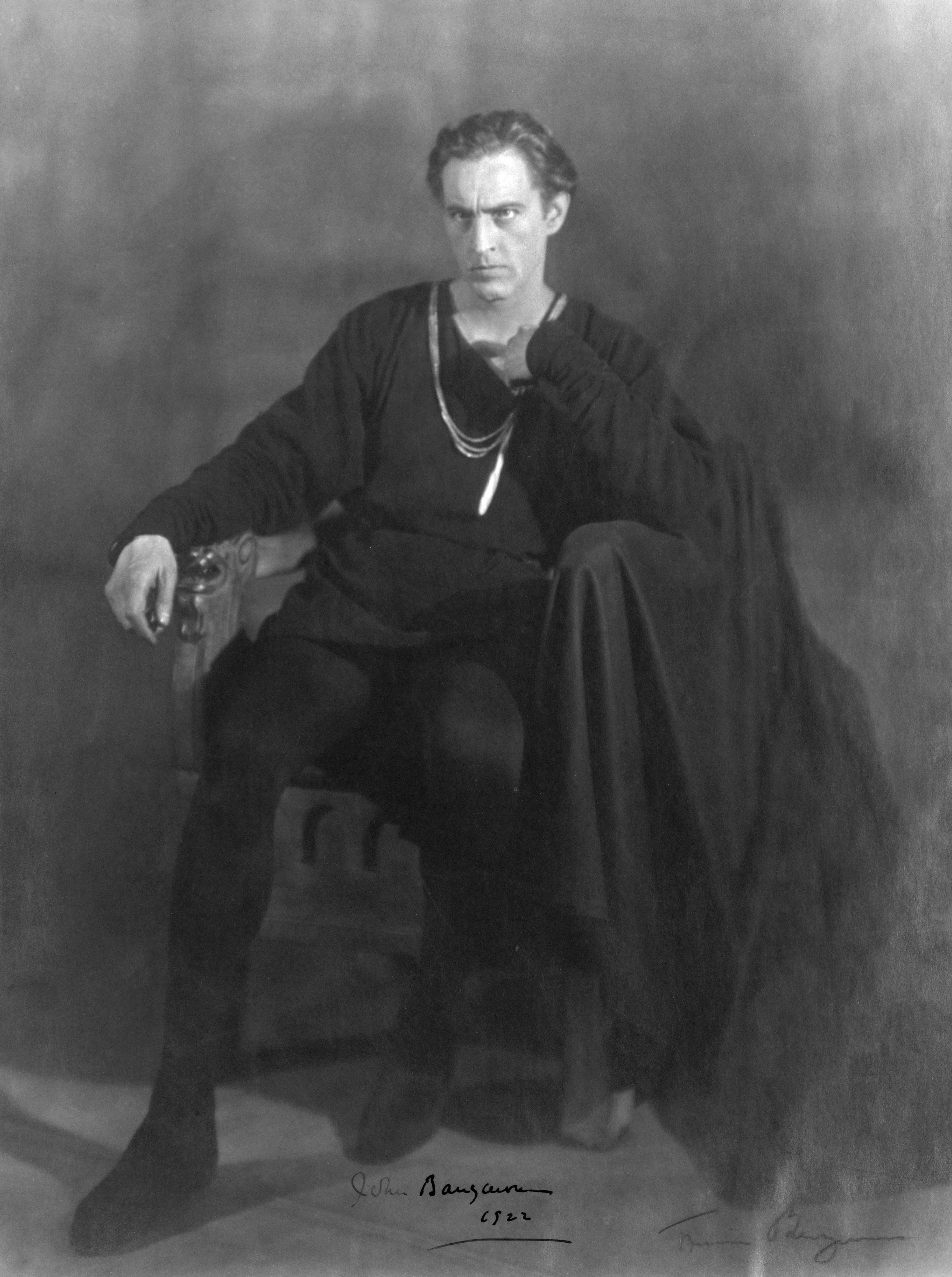
Берримор в роли Гамлета, 1922 год.

Затем Берримор решил сыграть главную роль в «Гамлете» (англ. Hamlet) на сцене под руководством Артура Хопкинса. Они потратили шесть месяцев на подготовку, убрав при этом более 1250 строк из сценария, и, по словам Нордена, актёр решил сыграть Гамлета как „настоящего мужчину“. Позже Берримор описывал своего Гамлета как «нормального, здорового, крепкого молодого человека, который просто попал в непреодолимую для него ситуацию... он был великим фехтовальщиком, спортсменом, человеком, который вёл активную, здоровую жизнь. Можно ли из такого человека сделать болезненного слабоумного?» Берримор снова начал работу с преподавателем по вокалу  Кэррингтон, репетиции «Гамлета» начались в октябре, а премьера состоялось 16 ноября. Спектакль собрал хорошую прибыль, и критики были щедры на похвалу. Вулкотт, писавший для «New York Herald», высказал мнение, что это был «вечер, который станет памятным в истории американского театра». А Джон Корбин, критик «The New York Times», согласился с коллегой, написав, что «по всей вероятности, у нас есть новый вечный Гамлет». Рецензент «Brooklyn Life» заявил, что Берримор «несомненно завоевал право называться величайшим из ныне живущих американских трагиков». В 1963 году Орсон Уэллс сказал, что Берримор был лучшим Гамлетом, которого он видел, описывая персонажа как «не столь царственного – но он был гениальным человеком, который оказался принцем, он был нежным, мужественным, остроумным и опасным».
Берримор и Хопкинс решили закрыть спектакль после 101 показа в феврале 1923 года, побив рекорд Эдвина Бута в 100 спектаклей. В ноябре и декабре того же года пьеса была поставлена в «Манхэттенском оперном театре», после чего последовали небольшие гастроли, завершившиеся в конце января 1924 года.

### Большие проекты (1924–1932)
Новости об успехе Берримора в «Гамлете» пробудили интерес компании «Warner Bros.», которая подписала его на главную роль в фильме 1924 года «Красавчик Браммел». Будучи несчастным в браке, Берримор, которому на тот момент было 40 лет, искал утешения на стороне и во время съемок завёл интрижку, со своей 17-летней коллегой по фильму Мэри Астор. Хотя фильм не имел большого успеха, актёрский состав, включая Берримора, в целом получил высокие оценки. Примерно в это же время Берримор получил прозвище «Великий профиль», поскольку на всех плакатах и фотографиях появлялся только в профиль с левой стороны лица. Позже он сказал: «Правая сторона моего лица похожа на жареное яйцо. Левая сторона имеет черты, которые можно найти почти у любого нормального антропологического образца, и эти яблочки, которые я стараюсь держать на вершине».

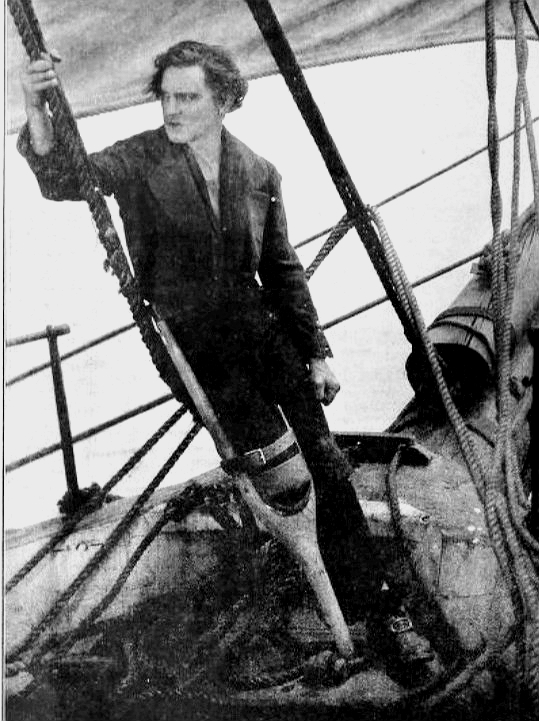
Берримор в роли капитана Ахаба Сили в фильме ' (1926).

В феврале 1925 года Берримор поставил «Гамлета» в Лондоне в театре «Хеймаркет», премьера которого, как позже написали в «Manchester Guardian», была «самой запоминающейся за многие годы». Отзывы были положительными, и «хотя ни один из лондонских критиков не поставил Берримора выше Генри Ирвинга и Джонстона Форбс-Робертсона, многие благоприятно высказывались о нём в своих сравнениях». Среди зрителей был 20-летний актёр Джон Гилгуд, который рассказывал о нём: «Берримор романтичен внешне и от природы одарён изяществом, обаянием и способностью носить старомодную одежду, что делает его блестящую игру интеллектуальной, классической, не делая его излишне суровым, и в нём есть нежность, отстранённость и тревожность. Всё это подаётся с большой деликатностью и используется с огромным эффектом и восхитительным умом». Оглядываясь назад в 1970-е, он отметил: «Красивые звёзды среднего возраста эдвардианского театра романтизировали эту роль. Даже Джон Берримор, чьим Гамлетом я очень восхищался, невозмутимо сократил пьесу, чтобы он мог, например, разыграть сентиментальную сцену в чулане с акцентом на эдиповом комплексе — рыдая на груди Гертруды. И все же Берримор… обладал замечательным остроумием и демоническим чувством юмора».
После всех постановок «Гамлета» Берримор отправился в Париж, где остановилась Ойлрич после своего пребывания в Лондоне, но счастливого воссоединение не произошло, и пара постоянно ссорилась. Когда он вернулся в Америку, она осталась в Париже, после чего супруги составили соглашение о раздельном проживании, по которому Ойлрич было положено 18.000 долларов в год и согласием, что ни один из них не может обратиться в суд с заявлением на развод, на основании супружеской неверности. Пока Берримор был в Лондоне, «Warner Bros.» заключили с ним контакт на съёмки трёх фильмов с зарплатой 76.250 долларов за картину. Позже он говорил, что мотивом его ухода со сцены в кино было «отсутствие повторений - постоянное исполнение роли, столь губительное для актёра, были полностью были исключены».

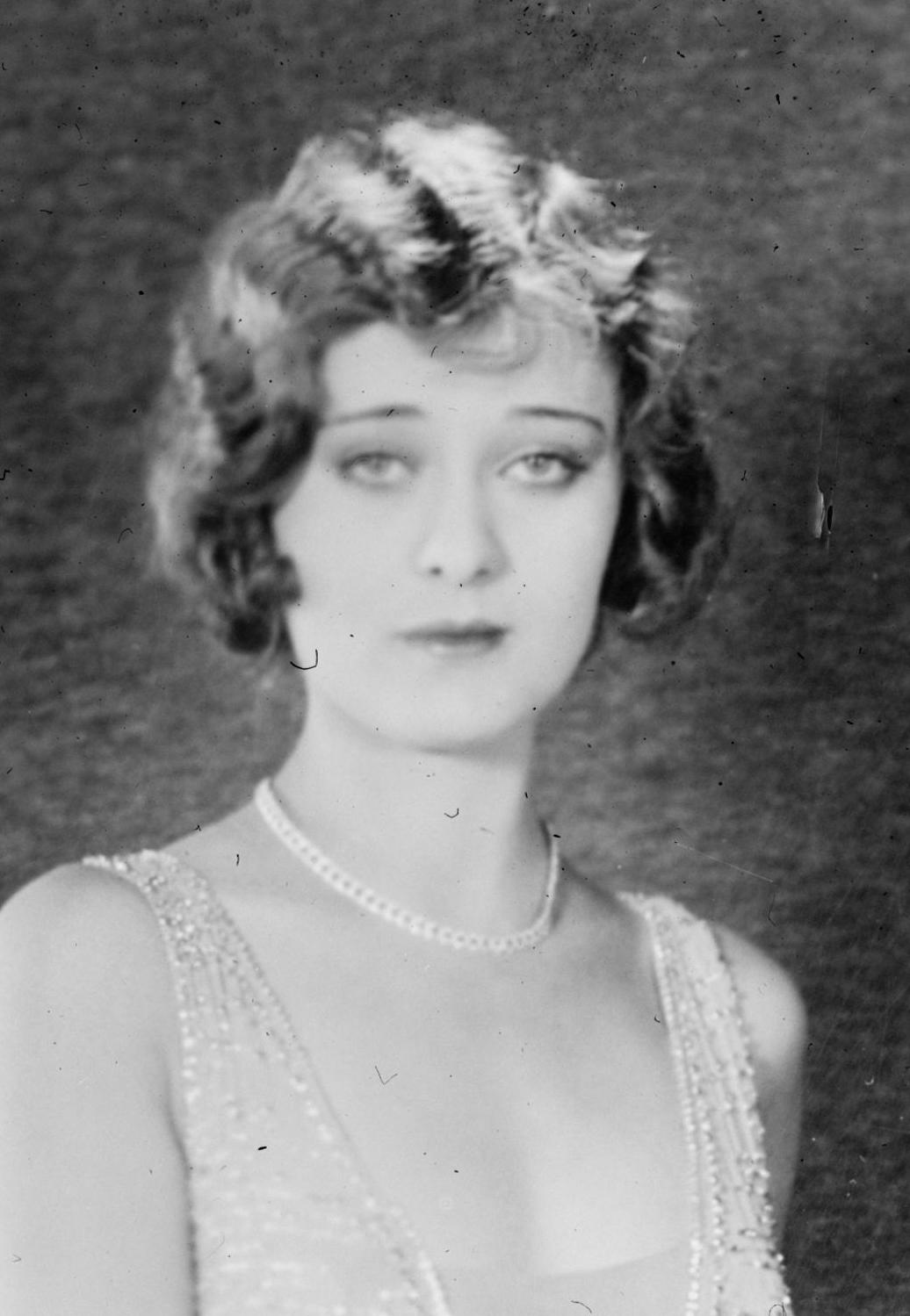
Долорес Костелло в 1926 году, третья жена Берримора.

Первым фильмом Берримора по контракту стал «Морское чудовище» (1926), основанный на романе 1851 года «Моби Дик», в котором он сыграл капитана Ахаба Сили. Этот фильм стал один из самых прибыльных для «Warner Bros.» в том году. Берримор настаивал, чтобы главную женскую роль в фильме сыграла Астор, но она была занята другими проектами, и на её роль выбрали Долорес Костелло. Позже Берримор рассказывал, что «я сразу влюбился в неё. На этот раз я понимал, что был прав», вскоре у пары завязался роман. Отец Костелло был возмущен этими отношениями, но его жалобы были проигнорированы и самой Костелло, и её матерью. Родители Костелло разошлись, и позже развелись. Фильм был хорошо принят критиками, Мордаунт Халл критик «The New York Times», похвалил Берримора за «энергию, серьёзность и мужество», проявленные в роли капитана Сили.
Когда закончились съёмки «Морского чудовища», началась работа над картиной «Дон Жуан» (1926), первым полнометражным фильмом с синхронизированными звуковыми эффектами Вайтафон и музыкальным саундтреком. Не смотря на то, что Берримор снова хотел сняться вместе с Костелло, Джек Л. Уорнер, продюсер фильма, подписал контракт с Астор. После окончания своего контракта с «Warner Bros.» и закончив съёмки фильма «Когда мужчина любит» (1927) с Костелло в главной женской роли, Берримор присоединился к «United Artists» (UA), заключив контракт на три фильма. В течение следующих трёх лет, по словам Моррисона, он «наслаждался небывалым процветанием и щедро тратил деньги». Тем не менее, он получил несколько резких отзывов. Критик и эссеист Старк Янг написал в «The New Republic», что фильмы Берримора были «гнилыми, вульгарными, пустыми, безвкусными, нечестными, отталкивающими из-за глупого и нездорового эксгибиционизма и отвратительными из-за своей несвежей и дегенеративной студийной юности. Их привлекательность дешёвая, циничная и лицемерная».
В 1927 году Берримор планировал возродить постановку «Гамлета» в театре «Голливуд-боул», но в августе, без объяснения причин, он отменил производство и приступил к съёмкам третьей картины «UA» «Вечная любовь» (1929), за которую ему заплатили 150.000 долларов. В феврале 1928 года Берримору удалось спокойно развестись с Ойлрич, она охотно согласилась на развод, так как состояла в отношениях с адвокатом Харрисоном Твидом, за которого позже вышла замуж. Берримор и Костелло поженились в ноябре того же года, их дочь Долорес родилась в апреле 1930 года, а сын Джон Дрю Берримор – в июне 1932 года. Берримор приобрёл и переоборудовал поместье на Голливудских холмах с 16 различными постройками, 55 комнатами, садами, тиром, бассейнами, фонтанами и статуями.

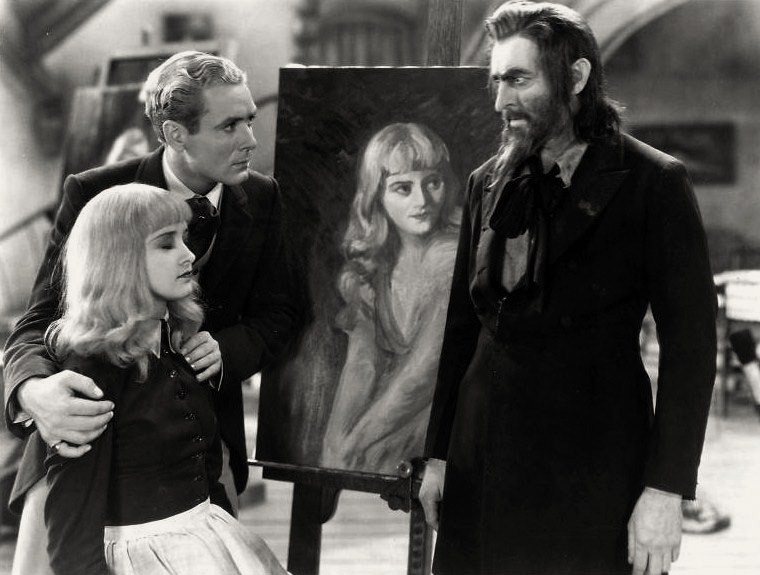
(слева направо) Мэриан Марш, и Берримор в фильме «Свенгали» (1931).

К концу 1920-х звуковые фильмы стали обычным явлением, после сенсационного фильма «Певец джаза». На студиях пользовались успехом актёры с поставленным голосом, и Берримору предложили контракт на пять фильмов с «Warner Bros.» по 150.000 долларов за картину и плюс проценты от сборов. Но до того, как он подписал этот контракт, он сыграл свою первую звуковую роль в кино: музыкальный фильм «Представление представлений» (1929), сыграв Ричарда, герцога Глостера в сегменте «Генрих VI, часть 3». Его первыми двумя фильмами после подписания контракта стали «Генерал Крек» (1929) и «Человек из Бленкли» (1930), каждый из которых имел скромный успех. Поскольку он был разочарован невозможностью снять картину «Морское чудовище» в звуке, Берримор пришёл в проект 1930 года «Моби Дик», основанный на одноименном рассказе, который ранее послужил первоисточником к фильму. Питерс кратко писал о фильме, описывая его как «качели между космической и комической, пародией на Мелвилла, а так же глупым фильмом о самом себе».
В следующем году Берримор сыграл главную роль манипуляторного преподавателя по пению в фильме «Свенгали» (1931) вместе с Мэриан Марш. Мартин Дикштейн, критик «Brooklyn Eagle», написал, что Берримор «задействовал личный триумф в этой роли», назвав его игру «блестящей, одной из лучших в кинокарьере Берримора». Позже, в 1931 году, он сыграл хромого кукловода, который пытается удовлетворить свои несостоявшиеся амбиции, манипулируя жизнью молодого танцора балета и любовника танцовщицы (роль которой исполнила Марш) в картине «Безумный гений» (1931), но фильм провалился в прокате. Из-за неутешительных кассовых сборов от сделки на пять фильмов, «Warner Bros.» решила не предлагать Берримору продление контракта. Вместо этого Берримор подписал посредственный контракт с «Metro-Goldwyn-Mayer» (MGM) согласившись на сокращение гонорара - 25.000 долларов за фильм.

### Переходные годы (1932-1936)
Первым фильмом Берримора для «MGM» стал детектив 1932 года «Арсен Люпен», в котором он снялся вместе со своим братом Лайонелом. В «The New York Times» Халл назвал выступление Берримора «замечательным» и написал, что «приятно снова увидеть его в чём-то более лёгком». В том же году Берримор снялся в роли похитителя драгоценностей барона Феликса фон Гайгерна вместе с Гретой Гарбо в фильме 1932 года «Гранд-отель», в котором также появился Лайонел. Мнения критиков об игре Берримора разделились: Биограф Джона Гилберта, Ева Голден называла Берримора «больше похожим на заботливого отца (Гарбо), чем на её возлюбленного». «International Photographer» похвалил сценарий и написал, что зритель будет «глубоко впечатлён редкостью экранной драмы, на которую он смотрит». «Гранд-отель» получил премию «Оскар» за лучший фильм и стал одним из самых кассовых фильмов года. Позже он был включён в Национальный реестр фильмов.

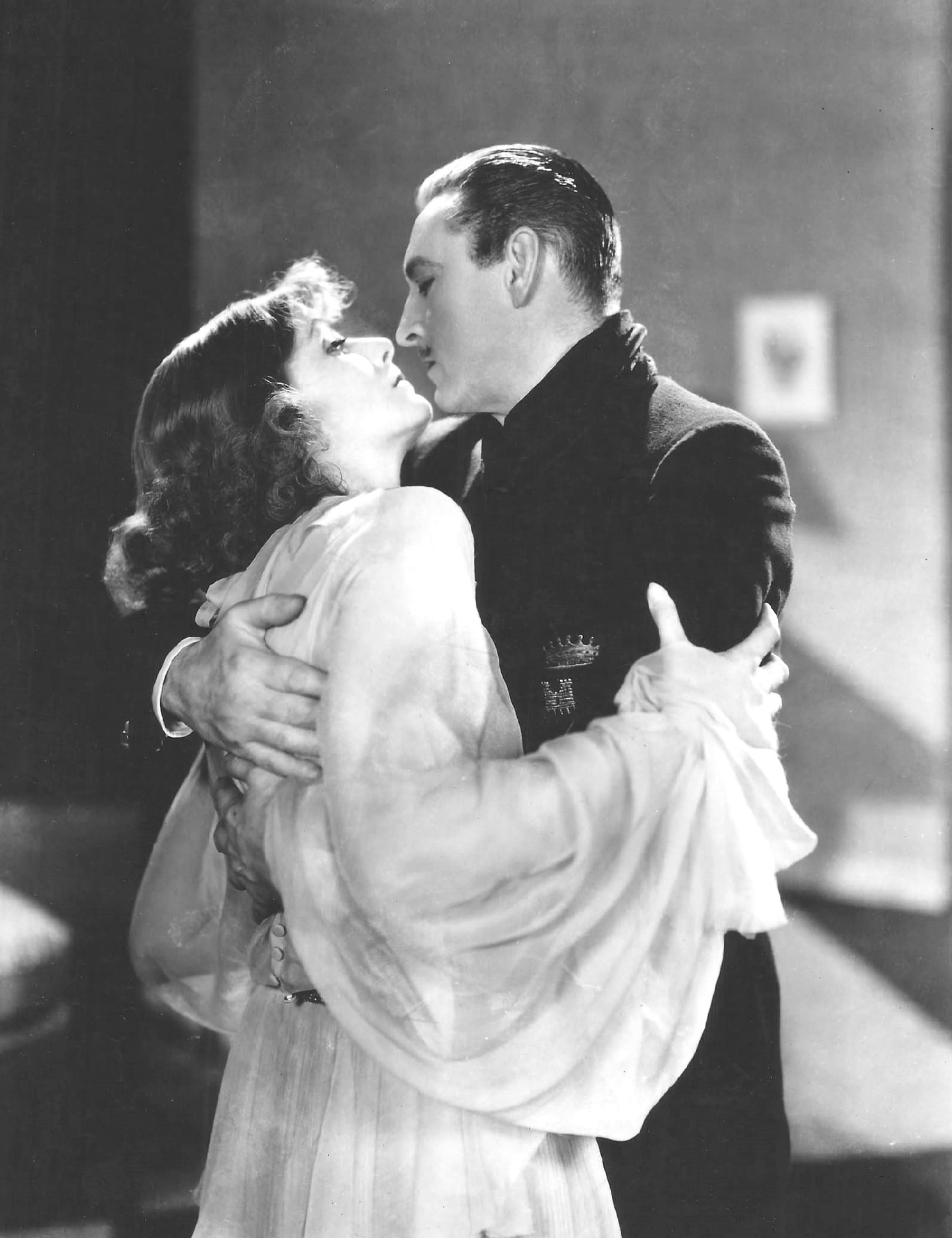
Берримор и Грета Гарбо в фильме Гранд-отель (1932).

В 1932 году Берримор ушёл в «RKO Pictures», где сыграл роль адвоката, страдающего от алкоголизма, в фильме «Государственный прокурор» и сбежавшего сумасшедшего в «Билль о разводе» с Кэтрин Хепбёрн, который стал её дебютном фильме на экране. Киновед Дэниел Бернарди позже отметил гуманизм, продемонстрированный между персонажем Берримора и его семьёй, особенно „тесную связь“ между отцом и дочерью. В своём последнем фильме в 1932 году он вернулся в «MGM» для съёмок в картине «Распутин и императрица» (1932), где снялись вместе Берримор, Этель и Лайонел. Физическое состояние Берримора ухудшилось ещё после съёмок фильма «Свенгали», он набрал вес из-за употребления алкоголя. Петерс отмечал «что некогда аскетическое лицо осунулось, появилась рассеянность, и очевидные попытки студии восстановить его утраченную духовную красоту при помощью света, фильтров и макияжа, были всё равно испорчены. Фильм не понравился критикам и провалился в прокате, а «MGM» потеряла значительную сумму денег. Американский еженедельник «The New Yorker» отметил, что это была худшая работа трёх Берриморов.
1933 год был для Берримора напряжённым, и его ухудшающееся состояние стало очевидным. В течение года он снялся в пяти фильмах. Среди них роль скромного школьного учителя, ставшего бизнесменом, в фильме «Топаз» (1933) с Мирной Лой, и «Обед в восемь» (1933) с братом Лайонелом. Питерс полагал, что образ Берримора конченого актёра-алкоголика «вполне мог бы измениться, но в сознании публики и «MGM», Джон Берримор был пьяницей». После выхода фильмов с «MGM» компания разорвала контакт с Берримором из-за финансовых проблем, вызванных Великой депрессией. Затем он подписал контракт с «Universal Studios», чтобы исполнить роль проблематичного еврейского адвоката в фильме «Адвокат» (1933). Во время съёмок он изо всех сил пытался вспомнить свои реплики даже в небольших сценах. Однажды съёмки остановили, после более чем 25 дублей, в которых он так и не смог вспомнить нужные реплики. Это была проблема, от которой он регулярно страдал. Несмотря на эти проблемы, Норден написал, что это была «одна из его лучших ролей в кино».

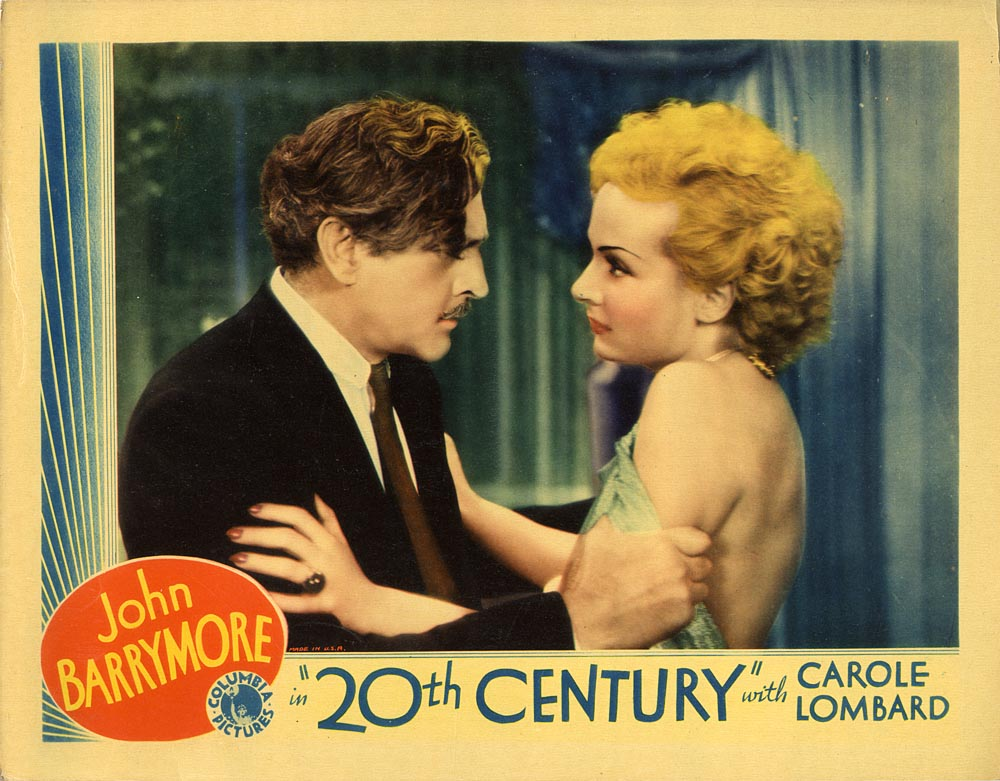
Берримор и Кэрол Ломбард, промо-фото для фильма «Двадцатый век» (1934).

В декабре 1933 года Берримор договорился с «РКО» о съёмках фильма «Гамлет». Он прошёл кинопробы и снова нанял Кэррингтон в качестве тренера по вокалу, но во время одной из репетиций его память снова подвела его, и проект в конечном итоге был закрыт. Позже Берримор снялся в двух фильмах, выпущенных в 1934 году, драма «Давно потерянный отец» и эксцентричная комедия «Двадцатый век». В последнем фильме Берримор сыграл сумасшедшего бродвейского импресарио Оскара Джаффе, в этой роли он продемонстрировал свой «редкий талант комика». Моррисон писал, что это игра была тем, что «многие считают его лучшим вкладом в кино». В 2011 году картина была внесена в Национальный реестр фильмов, где её описали как «последняя великая роль Берримора в кино».
В мае 1934 года Берримор снимался в картине «Шляпа, пальто и перчатки» для кинокомпании «RKO», и во время съёмок одной из сцен он снова забыл свои реплики и даже имя своего персонажа. Съёмки перенесли на следующий день, но результат был тот же. После того, как он взял перерыв на несколько дней, он вернулся на съёмочную площадку, но так и не смог вспомнить ничего из сценария, и компания заменила его на Рикардо Кортеса. Вскоре после этого у него случился психический и физический срыв, и он был госпитализирован. Жена Костелло подтвердила, что его пьянство за последние два года стало постоянным, и она описала его как «безнадёжного алкоголика». Отношения Берримора с Костелло были очень сложными, и, полагая, что она собирается объявить его недееспособным, он покинул их дом в Лос-Анджелесе и отправился сначала в Лондон, а затем в Индию. Вернулся он в США в начале 1935 года и поселился в Нью-Йорке, оставив жену в Лос-Анджелесе. Вскоре после возвращения он был госпитализирован на месяц с бронхитом и гриппом, где его навестила 19-летняя поклонница Элейн Джейкобс, с которой он подружился. Когда его выписали из больницы, её мать пригласила актёра для дальнейшей поправки в их дом. Девушка сменила имя на Элейн Бэрри, как она потом объяснила, чтобы «быть ближе к Берримору настолько, насколько я осмелюсь», и у них начались отношения. В мае у пары состоялось первое из нескольких профессиональных совместных выступлений, когда они появились в радио-шоу Руди Валле «Волнующий час Флейшмана». Костелло подала на развод с Берримором 25 мая 1935 года, сославшись на моральное насилие, психическую несдержанность и измену.
Новые отношения Берримора широко освещалось в бульварной прессе, которая называла их пару Калибаном и Ариэль, ссылаясь на пьесу Шекспира «Буря», но после ряда ссор с Бэрри, Берримор посчитал, что отношениям с ней пришёл конец, и уехал в Лос-Анджелес. Редактор газеты нанял самолёт и доставил Бэрри в Чикаго, чтобы встретить поезд Берримора, передав по радио просьбу его возвращении, и её преследование стало общенациональной новостью. Бракоразводный процесс с Костелло завершился в октябре 1935 года. Моррисон считает, что заголовки создали для Берримора новую репутацию «стареющего комика, бывшего алкоголика, многократно женатого болвана». Это было ударом по его самоуважению, но, по словам Моррисона, он встретил свои проблемы «с надменностью и юмором». Чтобы скрыться от всеобщего внимания, Берримор отдыхал на своей яхте «Инфанта», её содержание обходилось ему более 35.000 долларов в год, и, столкнувшись с финансовыми трудностями, он продал её в 1938 году.

### Закат карьеры и смерть (1936-1942)

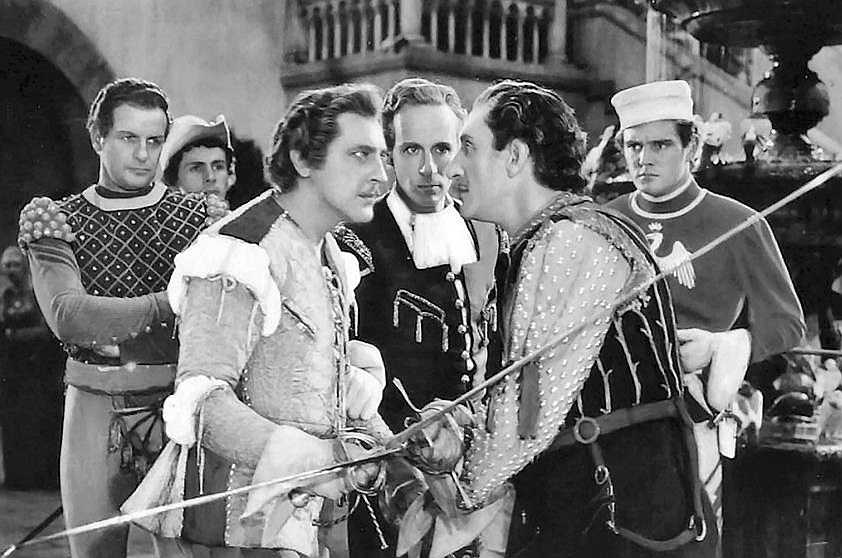
Берримор в роли Меркуцио в «Ромео и Джульетта» (1936). В центре (слева направо): Берримор, Лесли Говард и Бэзил Рэтбоун.

Алкогольная зависимость Берримора привела к тому, что большинство студий не хотели брать его на работу, но «MGM» рискнули взять его на роль Меркуцио в своём фильме 1936 года «Ромео и Джульетта». Чтобы свести к минимуму нарушение графика, студия поместила Берримора в санаторий для алкоголиков «Дом отдыха Келли», но он продолжал тайно пить и нарушал порядок на съёмочной площадке. Бэзил Рэтбоун, игравший Тибальта, позже рассказывал, что «он был пьян и безнадёжен на съёмках… Было грустно видеть его в таком состоянии». Мнения о его образе разделились. Некоторые критики, такие как Уэлфорд Битон из журнала «Hollywood Spectator», считали, что «Берримор — жемчужина актёрского мастерства». Но критик Гилгуд был нелестным, написав коллеге Пегги Эшкрофт, что «Берримор, похожий на чудовищного старого самца, прыгающего через обруч, которого на самом деле хочется застрелить».
Слухи о проблемах Берримора на съёмочной площадке и за её пределами распространились по индустрии, и он не работал над фильмами более года, пока не получил роль второго плана в музыкальном фильме «Майские дни» (1937). Его развод с Костелло был оформлен в октябре 1936 года, и в ноябре того же года он женился на Бэрри. Вскоре после этого пара публично поссорилась, и он продолжил лечение в «Доме отдыха Келли» и больнице, это обходилось ему в среднем в 800 долларов в день, что значительно опустошало его финансы. Выйдя из больницы, он потерял сознание прямо на съёмочной площадке фильма «Майские дни». 15 января 1937 года ему были вручены документы о разводе, а месяц спустя он подал заявление о банкротстве, имея долги на сумму 160.000 долларов. Заявление на развод было удовлетворено в апреле, но пара помирилась ещё до того, как он был завершён.
Берримор решил поработать ещё над шекспировскими ролями. В июне 1937 года он подписал контракт с радиосетью «NBC Radio» на производство программы из шести эпизодов под названием «Времена Шекспира» (англ. Streamlined Shakespeare), в которой также принимала участие Бэрри. Первой программой был «Гамлет», который был хорошо принят критиками. «The New York Times» отметил, что «строки Шекспира, драматически произнесённые голосом Джона Берримора, проносятся по эфиру со звуком завершённости, кажется, что это его слова, и никто другой не мог произнести их с такой жизненной силой». Петерс, однако, не согласился и посчитал, что «он был в отчаянии, он слишком сильно давил и закончил пародией, из-за чего он не смог передать всей своей великолепной шекспировской игры».
На протяжении всей работы на «NBC» Берримор был серьёзным, трезвым и ответственным, и студии положительно отреагировали на продолжение его карьеры. Это привело к съёмкам в девяти фильмах в 1937 и 1938 годах, в том числе в роли полковника Нильсона в трёх фильмах о Бульдоге Драммонде, а также в фильмах «Чистосердечное признание» и «Мария-Антуанетта». Ему предлагали преимущественно роли второго плана, но он добросовестно работал над фильмами и в результате смог расплатиться с долгами. У него были проблемы с памятью, и он использовал карточки с подсказками в качестве помощи, его коллеги-актёры и режиссёры фильмов сочувствовали его состоянию. Когда он снимался в своей последней серьёзной роли Грегори Вэнса в фильме 1939 года «Великий человек голосует», режиссёр Гарсон Канин позаботился о том, чтобы актёры и съёмочная группа обращались к нему как «мистер Берримор» в знак уважения.
Берримор и его жена вместе появились во второстепенных ролях в эксцентричной комедии 1939 года «Полночь», ставшей для его жены её единственной ролью в кино. «The New York Times» сочла фильм «одной из самых ярких, весёлых, остроумных и озорных комедий долгого тяжёлого периода», а Берримор «хмурящий брови словно Лу Гериг, произносит свои фразы в своём обычном богатом шутливом стиле». Фильм был внесён в Национальный реестр фильмов в 2013 году. Позже Берримор и его жена вместе появились в комедийной постановке «Мои дорогие дети» (англ. My Dear Children), премьера которой состоялась в марте 1939 года в театре «Маккартера» при Принстонском университете. Где он играл главную роль - Аллана Мэнвилла, стареющего хамоватого шекспировца.

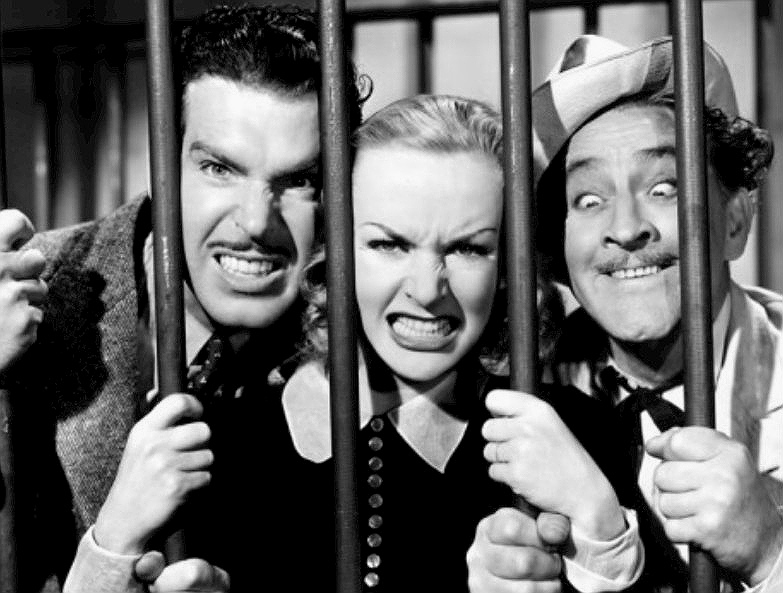
(слева направо) Фред МакМюррей, Кэрол Ломбард и Бэрримор в фильме «Чистосердечное признание» (1937).

Из-за проблем с памятью Берримор постоянно импровизировал на протяжении всей постановки. В некоторых моментах новые реплики были дополнением, и он также приветствовал зрителей в аудитории и свободно использовал ненормативную лексику. Тем не менее, шоу имело успех. Журнал «Life» писал, что «люди собираются, чтобы увидеть Берримора не из-за блестящей игры, а из-за того, как он превращает театр в шумный сумасшедший дом. Иногда он опаздывает, иногда он пьян, иногда забывает свои реплики, но он всегда устраивает отличное шоу». Когда постановку ставили на Бродвее, «Life» написал, что «возвращение Берримора на Таймс-сквер было огромным профессиональным триумфом». Брукс Аткинсон, писавший для «The New York Times», считал, что Берримор «по-прежнему остается самым одарённым актёром в этой стране. Хотя он безрассудно дурачился на протяжении многих лет, в постановке «Мои дорогие дети» он не простак, а великий, одарённый и нуждающийся в отдыхе актёр». Берримор и его жена постоянно ссорились во время показа спектакля, и в итоге она покинула постановку прямо во время тура. У них была попытка примирения, когда пьесу ставили в Нью-Йорке, но в итоге пара развелась в конце 1940 года.

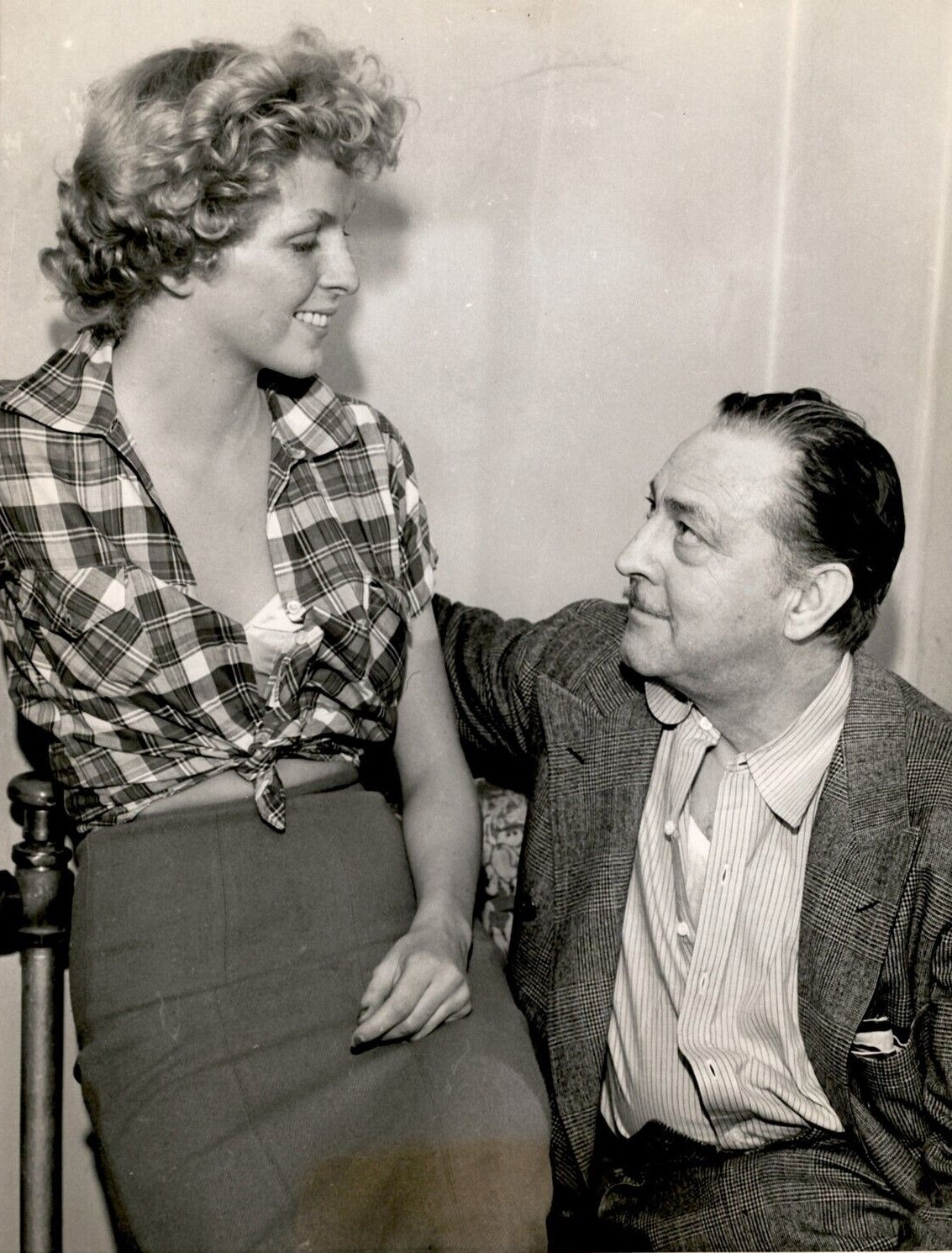
и Берримор в бродвейской постановке «Мои дорогие дети».

В 1940 году Берримор появился в фильме «Выдающийся профиль», ставший пародией на его жизнь за несколько месяцев до постановки «Мои дорогие дети». Берримор сыграл Эванса Гаррика, основанного на его собственном образе, а Мэри Бет Хьюз сыграла его жену. Критики резко отреагировали на фильм и на участие Берримора в нём. Газета «The New York Times» писала, что «как фильм это слабая вещь, едва ли соответствующая впечатляющим публичным рассказам о его любовных похождениях ... несмотря на все проделки мистера Берримора и его разрушительное остроумие, «Выдающийся профиль» более чем жалок. В свой холодный период мистер Берримор продаёт свой талант по низкой цене». Хуже было в его последнем фильме «Партнёры по играм», который «наглядно иллюстрировал пропасть, в которую он упал. Он сыграл шекспировского хамоватого алкоголика по имени Джон Берримор».
В октябре 1940 года Берримор вернулся на «NBC Radio», чтобы поработать над одним из шоу Руди Валле «Лучшее шоу» (англ. The Sealtest Show). Берримор записал 74 эпизода программы, продолжив в духе самоиронии, с шутками о его пьянстве, закате карьеры и семейных проблемах. 19 мая 1942 года, во время записи строчки из «Ромео и Джульетты» для шоу, Берримор потерял сознание. Он был доставлен в «Голливудскую пресвитерианскую больницу» и скончался там 29 мая от цирроза печени и почечной недостаточности, осложнившейся пневмонией. Незадолго до смерти Берримор вернулся к католической вере, которой он придерживался в детстве.
Эррол Флинн в своих мемуарах утверждает, что кинорежиссёр Рауль Уолш „позаимствовал“ тело Берримора перед похоронами и оставил его в кресле, чтобы пьяный Флинн обнаружил его когда вернётся домой. Однако Джин Фаулер, близкий друг Берримора, опроверг эту информацию, так как провёл с телом Берримора всю ночь. Однако в интервью 2020 года для сериала на YouTube «Hot Ones» внучка Джона - Дрю Бэрримор подтвердила, что эта история была правдой. Берримор был похоронен на кладбище Голгофа в Лос-Анджелесе 2 июня. В 1980 году сын Берримора перезахоронил тело своего отца на семейном участке кладбища Маунт-Вернон в Филадельфии.

## Наследие

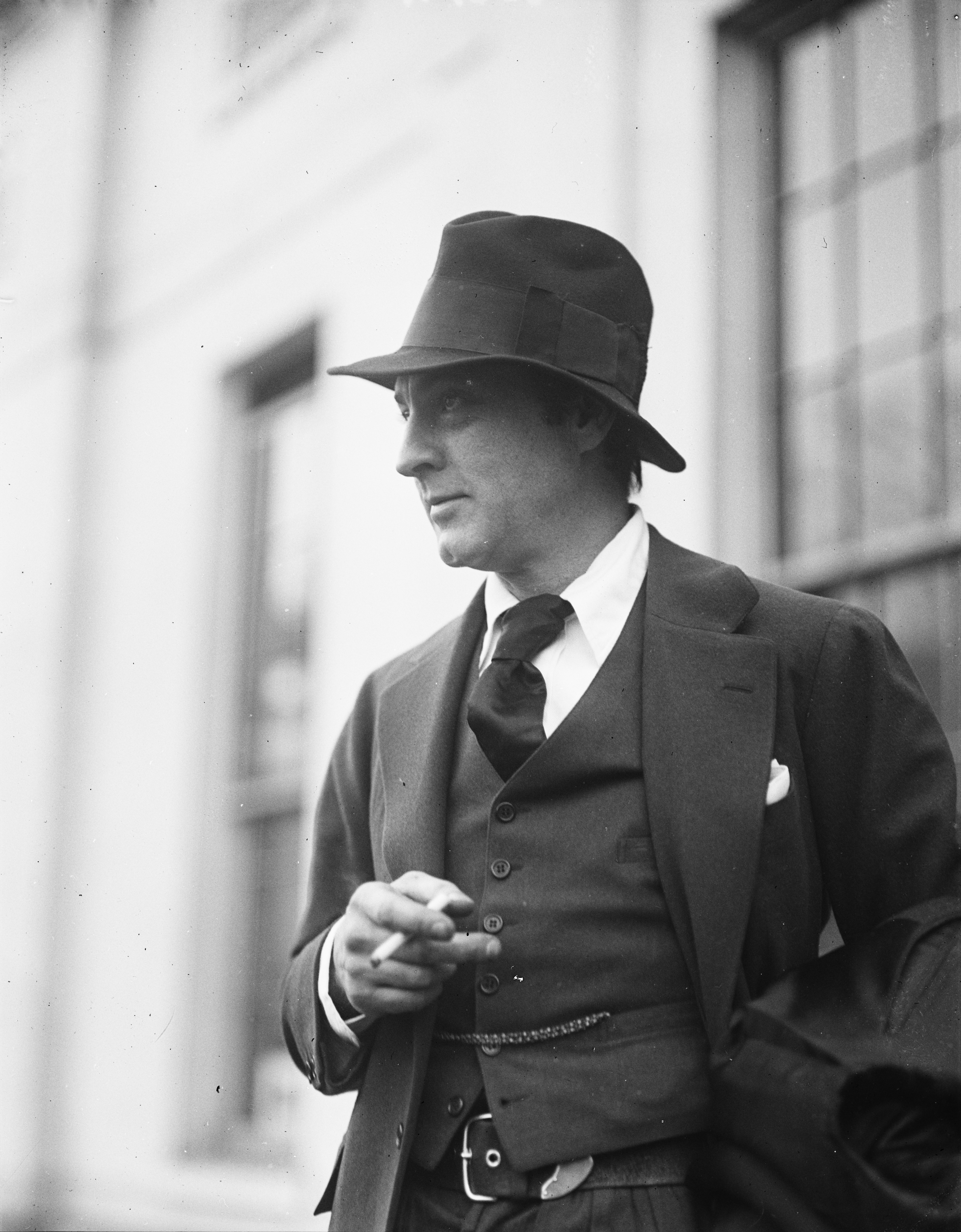
Берримор в Белом доме в январе 1924 года, после встречи с президентом Калвином Кулиджем.

В некрологе «New York Times» говорилось, что в период, когда Берримор играл в «Правосудии», «Ричарде III» и «Гамлете», актёр «был принят большинством критиков как выдающийся англоговорящий актёр своего времени. Одарённый как природным обаянием, так и талантом в искусстве». Газета «The Washington Post» согласилась с коллегами, отметив, что во время его сценических триумфов и первых лет в кино «он был знаменитостью, любимцем сцены из всей „королевской семьи“». Многие некрологи указывали на то, что Берримор не смог раскрыть весь свой потенциал. Газета «The Manchester Guardian» писала, что он «мог бы, проявить некоторую самодисциплину, добавить своё имя в список действительно великих актёров, но растратил всю свою энергию впустую». «The New York Times» отметил, что он мог использовать свои способности «для пародии, пародировать себя или изображать клоуна», и они считали, что это «прискорбно, ведь публика в последние годы видела его в таком состоянии. Это было настроение беззаботного отречения». «The Washington Post» заметила, что «с годами — и по мере того, как его личная жизнь становилась всё более публичной — он стал, несмотря на свой актёрский талант, персонажем бульварной прессы».
По словам Моррисона, сценические образы «Ричарда III» и «Гамлета», созданные Берримором были образцом для современного исполнения этих ролей. Его интерпретация в психологическом ключе была новаторской, а его «динамические изображения изменили направление последующих перевоплощений». Естественный актёрский стиль Берримора полностью изменил сценические условности того времени, его стихотворно-разговорная речь привнесла на сцену вокальную манеру послевоенного джентльмена».
Берримор несколько раз удостаивался наградами индустрии развлечений и её представителей. Хотя его брат, и сестра были удостоены премии Оскар, единственная награда, которую Берримор когда-либо получал за свою работу на экране, была от Рудольфа Валентино в 1925 году за его роль в фильме «Красавчик Браммел». Валентино учредил награду от своего имени и считал, что его коллеги-актёры должны получать похвалу за свою работу на экране. Когда Берримор присутствовал на церемонии в Китайском театре Граумана в 1940 году, он оставил больше, чем обычные отпечатки рук и ног во дворе театра: с помощью владельца, Сида Граумана, Берримор оставил в цементе отпечаток профиля своего лица. В феврале 1960 года за свой вклад в киноиндустрию Берримор был удостоен звезды на Голливудской Аллее славы в Голливуде, она расположена на Голливудском бульваре, её номер - 6667. Берримор вместе со своими братом и сестрой включены в Зал славы американского театра. Актёрская династия «Королевской семьи» Берриморов продолжилась через двух его детей: дочь от барака с Ойлридж - Дайаны, и сына от брака с Костелло - Джона Дрю Берримора. Они оба стали актёрами, как и дочь Джона-младшего - Дрю. Брат Берримора, Лайонел, умер 15 ноября 1954 г., а сестра Этель умерла 18 июня 1959 г.

Звезда Джона Берримора на Голливудской Аллее славы.

Достижения Берримора и его яркая жизнь привели к тому, что за его автобиографией 1926 года «Признания актёра» (англ. Confessions of an Actor) последовало несколько биографических исследований. Алма Пауэр-Уотерс в 1941 году подготовила исследование - «Джон Берримор: легенда и человек» (англ. John Barrymore: The Legend and the Man); под авторством Фаулер вышла книга - «Спокойной ночи, милый принц: жизнь и времена Джона Берримора» (англ. Good Night, Sweet Prince: The Life and Times of John Barrymore) (1943); Альперт опубликовал книгу «Берриморы» (англ. The Barrymores) (1964); а Джон Коблер написал «Проклятые в раю: жизнь Джона Берримора» (англ. Damned in Paradise: The Life of John Barrymore) (1977). Хотя Норден отметил в 2000 году, что многие из этих ранних работ недостоверны. Те, которые он называл более тщательно изученными - это история Питерса 1990 года - «Дом Берриморов» (англ. The House of Barrymore), и своё собственное исследование карьеры актёра в книге «Джон Берримор: био-библиография» (англ. John Barrymore: A Bio-Bibliography) (1995). После комментариев Нордена по поводу доступной литературы об актёре, Моррисон опубликовал в 1997 году книгу - «Джон Берримор, шекспировский актёр» (англ. John Barrymore, Shakespearean Actor), в которой основное внимание уделяется сценическим работам Берримора, книга получила положительные отзывы.
В 1982 году, по случаю столетия со дня рождения Берримора, было проведено несколько праздничных мероприятий. Академия кинематографических искусств и наук и Музей современного искусства совместно организовали и провели памятную программу его творчества, в которую вошли многочисленные отрывки из его фильмов, а так же интервью с теми, кто его знал, включая Бэрри и его бывшую партнёршу Мирну Лой. В том же году, в рамках празднования столетия «Актёрского фонда Америки», Почтовая служба США выпустила почтовую марку с изображением Берримора, его брата и сестры. В феврале 2010 г., в 128-й день рождения актёра, перекрёсток в Форт-Ли, штат Нью-Джерси, был переименован в перекрёсток Джона Берримора. Перекрёсток отмечен местом бывшего отеля «Buckheister's», где Берримор дебютировал на сцене в 1900 году в постановке «Человек мира».

## Образы и персонажи

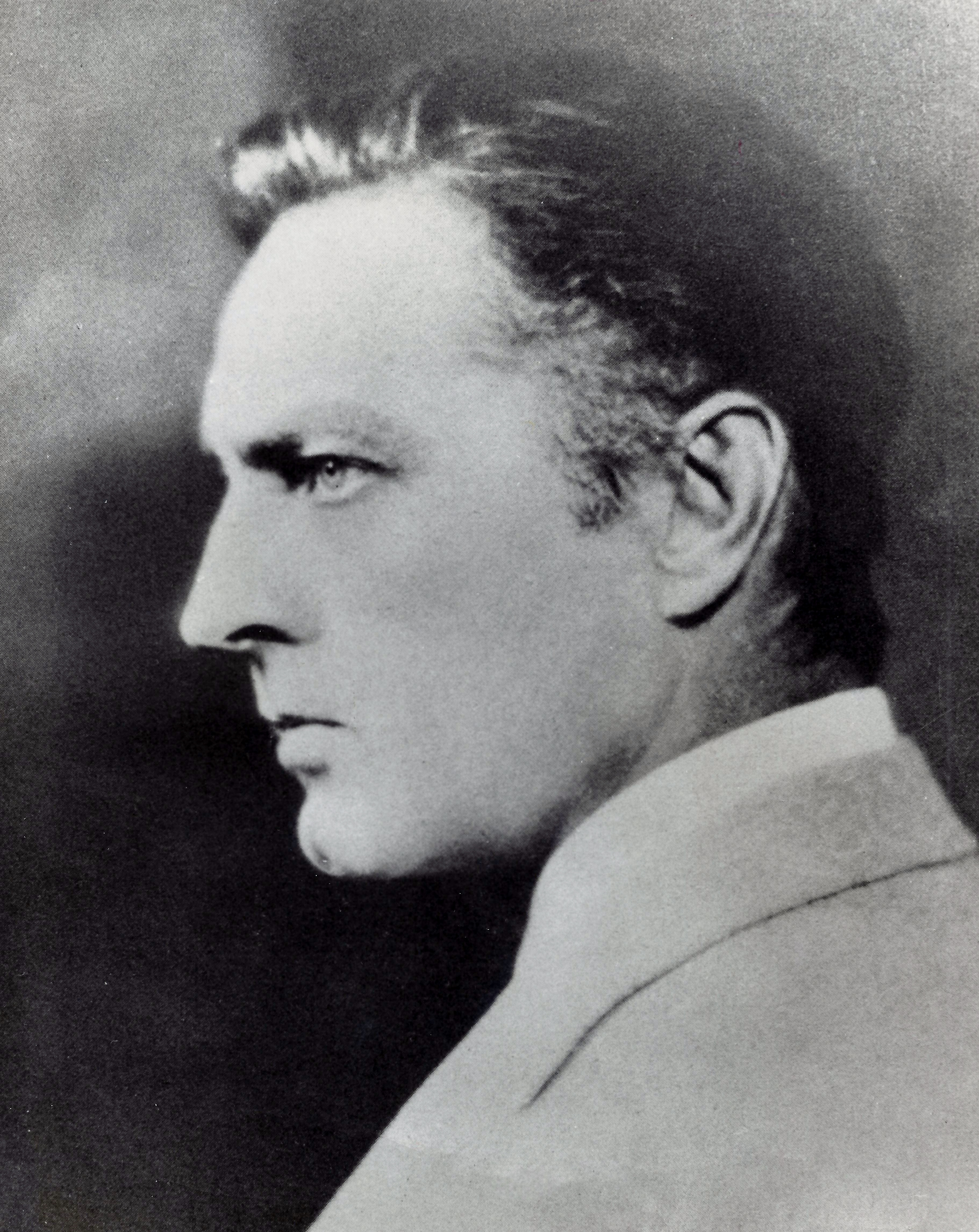
«Великий профиль» Берримора, фотография 1927 года.

Берримор послужил источником вдохновения для воплощения персонажей как на сцене, так и в кино. Он выступал в роли самого себя в ряде произведений (в том числе «Выдающийся профиль», «Мои дорогие дети» и «Партнёры по играм»), а в постановке «Безумства Зигфельда» 1921 года, Берримора исполнил его друг Уильям Филдс. В 1927 году семья Берримора была спародирована в постановке «Королевская семья» (англ. The Royal Family), где персонажа, основанного на образе Берримора, исполнил Фредрик Марч, игрой которого Берримор восхищался. Пьеса так же была поставлена в Лондоне 1934 году в «Королевском театре», где образ Берримора воплотил Лоренс Оливье. Постановка была экранизирована в 1930 году, где Марч вернулся к своей роли Берримора.
В 1991 году в театре Уолтера Керра была поставлена комедия Пола Рудника «Я ненавижу Гамлета». Действие, которой происходит в старой квартире Берримора, где главному герою является его призрак, чтобы подготовить его к роли Гамлета. Роль Берримора исполнил Никол Уильямсон. Три года спустя в театре «Критерион» было показано 60 спектаклей лондонской постановки «Джек: Ночная прогулка по городу с Джоном Берримором» (англ. Jack: A Night on the Town with John Barrymore), где Уильямсон снова сыграл главную роль. В 1996 году состоялась премьера пьесы для двух актёров Уильяма Люса – «Берриморы» (англ. Barrymore), показывающая Берримора незадолго до его смерти в 1942 году, когда он репетирует возрождение своей постановки «Ричард III», где роль Берримора исполнил Кристофер Пламмер. В 2011 году была выпущена экранизация пьесы с одноимённым названием «Берриморы», где Пламмер так же исполнил главную роль.
Берримор был другом и сображником Филдса. В фильме 1976 года «У. К. Филдс и я» роль Берримора исполнил Джек Кэссиди. Друг Берримора, Эррол Флинн, сыграл актёра в фильме 1958 года «Слишком много, слишком рано», ставшей экранизацией автобиографии Дайаны Берримор, где главную женскую роль сыграла Дороти Мэлоун. Говард Томпсон, кинокритик «New York Times», писал, что «Флинн, как и покойный Джон Берримор, угрюмая пародия беспробудно пьющего великого актёра, потерявший, дом, акции и деньги. Только в сценах его дикого распада, когда испуганная девушка цепляется за него, картина приближается к настоящей трагедии».